# Eleição municipal de São Bernardo do Campo em 2024
O 1º turno da eleição municipal da cidade brasileira de São Bernardo do Campo ocorreu no dia 6 de outubro de 2024 (domingo), onde os 643,023 eleitores puderam indicar dois nomes para disputar um segundo turno e 28 vereadores para a administração são-bernardense.
Considerando que  o candidato mais votado não atingiu metade dos votos (50%) mais um, foi realizada uma nova eleição, no dia 27 de outubro (domingo). O prefeito titular é Orlando Morando (Sem partido), eleito para o segundo mandato em 2020. Pela legislação eleitoral, como prefeito com dois mandatos consecutivos, Orlando Morando estava inapto para disputar o pleito. Esta foi a 19º eleição direta para o comando da prefeitura na história da cidade, que elegeu Marcelo Lima (PODE) como o 32º prefeito desde a criação do município antigo em 1889; o 19º desde a emancipação da cidade em 1944; e o 16º por sufrágio universal.

## Antecedentes

### Eleição municipal de 2020
Na eleição de 2020, Orlando Morando (PSDB) foi reeleito no primeiro turno com 261,761 votos (67,28%).

### Eleições gerais de 2022
No primeiro turno das eleições presidenciais, Luiz Inácio Lula da Silva (PT) recebeu 240.348 votos (49,17%) e Jair Messias Bolsonaro (PL) recebeu 185.834 votos (38,02%) dos eleitores são-bernardenses. 5,46% dos eleitores votaram branco ou nulo para presidente. Nas eleições para o governo de São Paulo, Fernando Haddad (PT) recebeu 200.752 votos (44,82%), enquanto Tarcísio de Freitas (Republicanos) recebeu 144.394 votos (32,24%) dos eleitores são-bernardenses. 13,25% dos eleitores votaram branco ou nulo para o governo do estado.
No segundo turno das eleições presidenciais, Luiz Inácio Lula da Silva (PT) recebeu 262.223 votos (53,83%), enquanto Jair Messias Bolsonaro (PL) recebeu 224.929 votos (46,17%) dos eleitores são-bernardenses. 6,06% dos eleitores votaram branco ou nulo no segundo turno. Nas eleições para o governo de São Paulo, Fernando Haddad (PT) recebeu 249.641 votos (44,82%), enquanto Tarcísio de Freitas (Republicanos) recebeu 214.250 votos (32,24%) dos eleitores são-bernardenses. 10,42% dos eleitores votaram branco ou nulo para o governo do estado.

## Calendário eleitoral
| Início        | Fim           | Atividades | Status    |
| ------------- | ------------- | --- | --------- |
| 7 de março    | 5 de abril    | Janela partidária para vereadores trocarem de partido visando concorrer às eleições sem perder o mandato. | Realizado |
| 6 de abril    | 6 de abril    | Data-limite para todas as legendas e federações partidárias obterem o registro dos estatutos no TSE e para todos os candidatos terem domicílio eleitoral na circunscrição em que desejam disputar as eleições com a filiação deferida pelo partido. | Realizado |
| 15 de maio    | 15 de maio    | Início da campanha de arrecadação prévia de recursos na modalidade de financiamento coletivo para pré-candidatos, sem realização de pedidos de voto e obedecendo a regras relativas à propaganda eleitoral na Internet.                             | Realizado |
| 20 de julho   | 5 de agosto   | Realização de convenções partidárias para deliberar sobre coligações e escolher candidatos às prefeituras e aos cargos de vereador. Os partidos têm até 15 de agosto para registrar os nomes na Justiça Eleitoral.                                  | Realizado |
| 16 de agosto  | 16 de agosto  | Início das campanhas eleitorais de forma igualitária, podendo qualquer publicidade ou manifestação com pedido explícito de voto antes da data ser considerada irregular e multada.                                                                  | Realizado |
| 30 de agosto  | 3 de outubro  | Veiculação da propaganda eleitoral gratuita no rádio e na televisão. | Realizado |
| 6 de outubro  | 6 de outubro  | Realização do primeiro turno das eleições municipais. | Realizado |
| 11 de outubro | 25 de outubro | Veiculação da propaganda eleitoral gratuita no rádio e na televisão para o segundo turno. | Realizado |
| 27 de outubro | 27 de outubro | Realização de um eventual segundo turno nas cidades com mais de 200 mil eleitores em que o candidato a prefeito mais votado não tenha atingido a metade mais um dos votos válidos.                                                                  | Realizado |

## Pré-campanha
No dia 22 de janeiro, o presidente Lula sancionou a Lei Orçamentária Anual, que prevê a distribuição de R$ 4,96 bilhões do Fundo Eleitoral. Em fevereiro de 2024, o prefeito Orlando Morando (PSDB) ainda não havia indicado quem seria o pré-candidato governista. Porém, o ex-deputado federal Marcelo Lima (então PSB) e o deputado federal Alex Manente (Cidadania) disputaram a indicação de Morando.
Na edição do dia 29 de janeiro de 2024, o jornal São Bernardo News descreveu o deputado federal Alex Manente (Cidadania) e o deputado estadual Luiz Fernando Teixeira (PT) como aliados na oposição contra Orlando Morando. Alex Manente prestou uma queixa eleitoral contra o dono do jornal, Elias Lubaque, por “...dolosamente, desinformar e descontextualizar gravemente fatos a fim de enganar e ludibriar o eleitor, apresentando a ele um cenário de composição de forças políticas que não correspondem à realidade existente no plano empírico”. O vereador Glauco Braido (PSD) entrou com uma representação no Ministério Público para investigar a suspeita de “abuso de poder econômico e político”. Em sua defesa, Elias Lubaque alega que publicou a notícia sem autorização da prefeitura e sem uso de dinheiro público.
O vereador Glauco Braido propôs a abertura de uma CPI para apuração, mas os 22 vereadores governistas se recusaram a assinar, tendo apenas 4 apoios, e, em vez disso, a Câmara protocolou o requerimento de informação, Nº4/2024.
No dia 5 de março de 2024 o caso, que tramitou no TRE-SP com o número 0600002-34.2024.6.26.0296, foi extinto pelo juiz eleitoral Carlo Mazza Britto Melfi, sem julgamento de seus méritos, de acordo com o artigo 485, inciso VI, do Código de Processo Civil, pois no momento da denúncia, Alex Manente era somente um pré-candidato.
Voltando para a questão do candidato governista, nos bastidores, especulou-se a escolha de Danilo Lima (PSDB), presidente da Câmara de São Bernardo do Campo, como candidato governista. A única declaração pública do prefeito é a de que indicaria alguém da Federação PSDB Cidadania como sucessão. Porém, no dia 4 de abril de 2024, foi anunciado a filiação e a pré-candidatura de Flávia Morando (UNIÃO) como representante do campo governista. Após este anúncio, 13 vereadores da Câmara Municipal declaram apoio ao Marcelo Lima, com seis apoiando Flávia Morando, outros seis apoiando Alex Manente e apenas três apoiando Luiz Fernando. Com isso, Marcelo Lima migrou ao PODE, mantendo sua pré-candidatura, com Danilo Lima (PSDB), presidente da Câmara Municipal, mantendo seu apoio. A CNN descreveu que a decisão de Orlando Morando causou a divisão da direita na cidade e por sua vez, no dia 8 de maio, o ABC Repórter descreveu que a Flávia Morando seria prioridade do União Brasil na Região Metropolitana de São Paulo.
Na oposição, Luiz Fernando Teixeira (PT) foi escolhido como pré-candidato do partido, em parte, pela quantidade votos que ele obteve na cidade em 2022, tendo seu nome homologado no dia 20 de maio de 2023, tendo apoio do presidente Luiz Inácio Lula da Silva (PT) e sendo o primeiro não-sindicalista escolhido para disputar a prefeitura pelo PT. No meio político da cidade, Luiz Fernando Teixeira tem apoio dos ex-prefeitos William Dib (2002-2008) e Luiz Marinho (2009-2017).
O PSOL, visando eleger vereadores, indicou que apoiará o nome petista, retribuindo o apoio recebido por Guilherme Boulos na capital paulista. Porém, levaria a discussão para o partido Rede, co-participante da Federação PSOL REDE. O apoio do partido foi subsequentemente confirmado em janeiro de 2024. As discussões na oposição se movimentaram quando o ex-prefeito William Dib retornou ao PSB, visando colaborar com a pré-candidatura de Luiz Fernando e colocando seu nome a disposição para o cargo de vice. Estadão descreveu o ato como uma “jogada política” para colocar o presidente Lula e o vice Geraldo Alckmin no mesmo palanque, algo confirmado na coletiva de imprensa do dia 22 de maio de 2024, quando William Dib (PSB) foi anunciado como pré-candidato a vice-prefeito na chapa do Luiz Fernando. No decorrer de junho e julho de 2024, no contexto de reuniões da cidade, Luiz Fernando recebeu apoio dos ministros Jader Barbalho Filho, Silvio Almeida, Wellington Dias, Marina Silva e Paulo Teixeira.
Por sua vez, no meio político estadual e nacional, Alex Manente conseguiu apoio do ex-presidente Jair Bolsonaro (PL) e do governador Tarcísio de Freitas (Republicanos), no processo da escolha do vereador Paulo Chuchu (PL), posteriormente passando a usar o nome Paulo Eduardo, no posto de vice. Apesar disso, o governador de São Paulo declarou, em abril de 2024, neutralidade sobre o pleito em São Bernardo.
Nos outros nomes, o período pré-eleitoral viu o então pdetista Jefferson Magno lançando seu nome, mas migrando para o PRD (então, PTB) quando o PDT decidiu apoiar a candidatura da FE Brasil. No fim da janela eleitoral, migrou para o PRTB, renunciando a sua pré-candidatura, visando apoiar Marcelo Lima. No dia 8 de março de 2024, o ex-vereador Rafael Demarchi (NOVO) teve seu nome oficializado, e no dia 16, Claudio Donizete foi lançado como pré-candidato do PSTU, se colocando em oposição ao projeto de frente ampla do PT. No dia 20 de abril de 2024, o Diário do Grande ABC revelou que Marcelo Lima (PODE) estaria negociando dar o cargo de vice para Rafael Demarchi (NOVO), mas no dia 22 de maio, Demarchi confirmou que manteria seu nome na disputa e em 4 de julho, anunciou Vanessa Barbosa como vice de chapa pura. Politicamente, Demarchi se coloca como o "maior bolsonarista do Grande ABC". No fim, durante o período de convenções, no dia 26 de julho de 2024, Demarchi anunciou a desistência de sua pré-candidatura pelo fato do presidente municipal do novo, Ricardo Alves, ter uniliteralmente alinhado o partido com a pré-candidatura de Flávia Morando. Pouco depois Demarchi anunciou seu apoio a Marcelo Lima, de quem, realmente, teria sido vice.
Na visão do Diário do Grande ABC, a inauguração da nova sede do Sindicato Nacional dos Cegonheiros, no dia 16 de abril de 2024, teria iniciado a corrida pela sucessão da prefeitura, devido à presença do prefeito Orlando Morando; da pré-candidata governista, Flávia Morando; do pré-candidato de oposição, Luiz Fernando; e do pré-candidato Marcelo Lima.
Uma reportagem do Diário do Grande ABC do dia 26 de abril notou que o prefeito Orlando Morando divide sua agenda com os compromissos de pré-campanha de Flávia Morando. O advogado Alberto Luis Rollo notou que as ações poderiam ser “abuso de poder econômico” ou mesmo “conduta vedada”, enquanto a equipe de Orlando Morando nega qualquer ilegalidade. Em junho de 2024, o União Brasil entrou em uma ação na justiça contra uma campanha de telemarketing realizada contra o prefeito e sua sobrinha e Marcelo Lima também foi vítima de uma campanha do mesmo tipo. Outro caso com a pré-candidatura de Flávia Morando, como apresentado pelo Estadão, no dia 25 de julho de 2024, envolve a imagem da pré-candidata em 22 outdoors espalhados pela cidade, algo que a família da prefeiturável diz não se tratar de campanha eleitoral antecipada, enquanto os demais pré-candidatos discordam disso, em uma opinião compartilhada por pelo especialista em direito eleitoral da USP Renato Ribeiro de Almeida, enquanto Gisele Branco, da OAB/RJ, acredita que o caso seja abuso de poder econômico em potencial, mas indica que precisaria ser analizado profundamente.
Nacionalmente, como forma de cumprir as normas do TSE, o Google proibiu o impulsionamento de qualquer anúncio político a partir de maio de 2024. No mesmo mês, o PODE iniciou a elaboração do plano de governo com sugestões da população. O limite de gastos para a campanha em São Bernardo do Campo, determinado pelo TSE e divulgado no dia 18 de julho, é o seguinte: R$6.813.402,91 no 1º turno e R$2.725.361,17 em um eventual 2º turno. Para vereador, o limite é R$413,602,82. No dia 29 de julho, o PP oficialmente sugeriu o nome da Dra. Andréia Castro Alves como vice de Alex Manente.

##### OAB-SBC
Os pré-candidatos melhor posicionados nas pesquisas foram sabatinados pela Ordem dos Advogados do Brasil do município. O primeiro foi Rafael Demarchi (NOVO) no dia 4 de abril, seguido por Marcelo Lima (PODE) no dia 17. Alex Manente (Cidadania), optou por não participar. Luiz Fernando (PT), foi sabatinado no dia 25 de abril.

##### Apoios partidários
Alex Manente, além da Federação PSDB Cidadania, em abril de 2024 já tinha os apoios do PL, PSD, Progressistas e MDB. Luiz Fernando Teixeira, além da FE Brasil, já indicou o apoio de 10 partidos, como o PSB, PDT, PSOL, entre outros. Por sua vez, Marcelo Lima recebeu apoios dos partidos Agir, PRTB, PMB e Avante. O Solidariedade, inicialmente aliado da chapa encabeçada pelo Partido dos Trabalhadores, foi impedido de participar da convenção no dia 20 de julho devido a não terem enviado um pedido de autorização para a comissão nacional, e especulou-se que o partido fosse apoiar Alex Manente. Informalmente, o presidente do Solidariedade municipal, Paulinho da Força, disse que o motivo da retirada do apoio foi a forma como o PT tratou o partido em outras cidades, não um ato pessoalmente contra Luiz Fernando. No fim, a aliança com Alex Manente, junto da sugestão do nome da empresária Luziana Zanon para vice, foi confirmada no dia 23 de julho. Flávia Morando recebeu o apoio do Partido Novo, fazendo Rafael Demarchi renunciar à sua pré-candidatura.

##### Federações partidárias
Estas são as primeiras eleições municipais com a participação da “Federação Partidária”, um mecanismo criado para unificar a atuação dos partidos por todo o país pelo período de um mandato. No dia 4 de abril de 2024, a Federação PSDB Cidadania escolheu Alex Manente como seu presidente municipal para o ano eleitoral, sendo a primeira composição na cidade.

## Convenções partidárias
A escolha dos candidatos à Prefeitura de São Bernardo do Campo é oficializada durante as convenções partidárias, que ocorrem neste pleito entre 20 de julho a 5 de agosto. Válido para todos os partidos políticos, o prazo garante a isonomia entre as legendas e é o momento em que os partidos escolhem quais filiados podem pedir o registro de candidatura e se disputarão a eleição coligados com outras legendas.
Nota: a tabela a seguir está organizada por ordem cronológica de realização das convenções.
| Data da convenção | Partido ou Federação          | Posicionamento oficial |
| ----------------- | ----------------------------- | --- |
| 20 de julho       | Federação Brasil da Esperança | Formação da coaligação Juntos por São Bernardo; ratificação da candidatura de Luiz Fernando (PT) à Prefeitura de São Bernardo do Campo e Dr. Dib (PSB) a Vice-prefeito, junto de 29 nomes divididos entre os três partidos para a vereança. |
| 20 de julho       | Federação PSOL REDE           | Apoio formal à candidatura majoritária da Federação Brasil e o lançamento de um total de 29 nomes para a vereança divididos entre os dois partidos.                                                                                         |
| 20 de julho       | DC                            | Apoio formal à candidatura majoritária da Federação Brasil e lançamento de 29 nomes para vereança. |
| 20 de julho       | PDT                           | Apoio formal à candidatura majoritária da Federação Brasil e lançamento de 29 nomes para vereança. |
| 20 de julho       | PSB                           | Apoio formal à candidatura majoritária da Federação Brasil, com William Dib no cargo de vice, e lançamento de 29 nomes para vereança. |
| 20 de julho       | MOBILIZA                      | Apoio formal à candidatura majoritária da Federação Brasil e lançamento de 28 nomes para vereança. |
| 27 de julho       | PSTU                          | Ratificação da chapa pura de Claudio Donizete e Professor Fernando, com dois candidatos à vereança. Sem coligação. |
| 28 de julho       | PODE                          | Formação da coligação SBC Pode Mais; ratificação da candidatura de Marcelo Lima, sem o anuncio do nome do(a) vice e 29 candidatos à vereança.                                                                                               |
| 28 de julho       | Agir                          | Apoio formal à candidatura majoritária do Podemos e lançamento de 29 nomes para vereança. |
| 28 de julho       | Avante                        | Apoio formal à candidatura majoritária do Podemos e lançamento de 29 nomes para vereança. |
| 28 de julho       | PRTB                          | Apoio formal à candidatura majoritária do Podemos e lançamento de 29 nomes para vereança. |
| 28 de julho       | PMB                           | Apoio formal à candidatura majoritária do Podemos e lançamento de 29 nomes para vereança. |
| 29 de julho       | NOVO                          | Apoio formal à candidatura majoritária do União Brasil e lançamento de 26 nomes para vereança. |
| 3 de agosto       | Federação PSDB Cidadania      | Formação da coligação São Bernardo que Segue em Frente; ratificação da chapa de Alex Manente (Cidadania) e Paulo Eduardo (PL) à prefeitura; lançamento de 29 nomes do Cidadania à vereança.                                                 |
| 3 de agosto       | PL                            | Apoio formal à chapa majoritária da Federação PSDB Cidadania, com o lançamento de Paulo Eduardo no posto de vice, e 29 nomes à vereança. |
| 3 de agosto       | MDB                           | Apoio formal à chapa majoritária da Federação PSDB Cidadania e lançamento de 29 candidatos à vereança. |
| 3 de agosto       | PP                            | Apoio formal à chapa majoritária da Federação PSDB Cidadania e lançamento de 29 candidatos à vereança. |
| 3 de agosto       | PSD                           | Apoio formal à chapa majoritária da Federação PSDB Cidadania sem o lançamento de nomes à vereança. |
| 3 de agosto       | Solidariedade                 | Apoio formal à chapa majoritária da Federação PSDB Cidadania e lançamento de 20 nomes à vereança. |
| 4 de agosto       | União Brasil                  | Formação da coligação Pra Seguir Trabalhando por São Bernardo. Ratificação da chapa de Flávia Morando (UNIÃO) e Luís Davanzo (Republicanos) e lançamento de 29 nomes à vereança.                                                            |
| 4 de agosto       | Republicanos                  | Apoio formal à candidatura majoritária do União Brasil, com o lançamento do Dr. Davanzo como vice, junto de 29 nomes à vereança. |
| 4 de agosto       | PRD                           | Apoio formal à candidatura majoritária do União Brasil e o lançamento de 29 nomes à vereança. |

## Candidaturas
| Candidato(a) a prefeito(a) | Candidato(a) a prefeito(a) | Candidato(a) a prefeito(a) | Candidato(a) a vice prefeito(a) | Candidato(a) a vice prefeito(a) | Candidato(a) a vice prefeito(a)   | Coligação                                                                                             | Tempo de horário eleitoral na rádio |
| -------------------------- | -------------------------- | -------------------------- | ------------------------------- | ------------------------------- | --------------------------------- | --- | ----------------------------------- |
| 13                         |                            | Luiz Fernando (PT)         |                                 |                                 | Dr. Dib (PSB)                     | Juntos por São Bernardo - FE Brasil (PT, PCdoB, PV) - Federação PSOL REDE - DC - PDT - PSB - MOBILIZA | 2 minutos e 28 segundos             |
| 16                         |                            | Cláudio Donizete (PSTU)    |                                 |                                 | Professor Fernando (PSTU)         | Sem coligação                                                                                         | Sem direito ao horário eleitoral    |
| 20                         |                            | Marcelo Lima (PODE)        |                                 |                                 | Sargento Jéssica Cormick (Avante) | SBC Pode Mais - PODE - Avante - Agir - PRTB - PMB                                                     | 41 segundos                         |
| 23                         |                            | Alex Manente (Cidadania)   |                                 |                                 | Paulo Eduardo (PL)                | São Bernardo que Segue em Frente - Federação PSDB Cidadania - PL - MDB - PP - PSD - Solidariedade     | 4 minutos e 45 segundos             |
| 44                         |                            | Flávia Morando (UNIÃO)     |                                 |                                 | Luís Davanzo (Republicanos)       | Pra Seguir Trabalhando por São Bernardo - UNIÃO - Republicanos - PRD - NOVO                           | 2 minutos e 5 segundos              |

Desistentes
- Jefferson Magno (PRTB): desistiu em favor de Marcelo Lima.[53]
- Rafael Demarchi (NOVO): desistiu após seu partido se aliar à Flávia Morando.[61]

## Pesquisas eleitorais
As pesquisas buscam analisar como seria o resultado da eleição se ela ocorresse no dia em que os dados dos entrevistados foram coletados, não tendo como objetivo, pela porcentagem de confiança, prever o resultado da eleição.

### Segundo turno
| Fonte                                  | Data(s) conduzidas | Amostragem | Manente Cidadania                | Lima PODE         | Branco/Nulo             | N. sabe N. respondeu   | Vantagem           | Vantagem      |     |               |               |               |               |               |               |
| -------------------------------------- | ------------------ | ---------- | -------------------------------- | ----------------- | ----------------------- | ---------------------- | ------------------ | ------------- | --- | ------------- | ------------- | ------------- | ------------- | ------------- | ------------- |
| Fonte                                  | Data(s) conduzidas | Amostragem | Sebram Pesquisas (SP-08305/2024) | 22-23/10/2024     | Branco/Nulo             | N. sabe N. respondeu   | Vantagem           | Vantagem      | 800 | Votos válidos | Votos válidos | Votos válidos | Votos válidos | Votos válidos | Votos válidos |
| 52,44%                                 | 47,56%             |            |                                  | 22-23/10/2024     | 4,88%                   | 4,88%                  |                    |               | 800 |               |               |               |               |               |               |
| Estimulado                             |                    |            | Sebram Pesquisas (SP-08305/2024) | 22-23/10/2024     |                         |                        |                    |               | 800 |               |               |               |               |               |               |
| 40,38%                                 | 36,63%             | 10,25%     | Sebram Pesquisas (SP-08305/2024) | 22-23/10/2024     | 12,75%                  | 3,75%                  | 3,75%              |               | 800 |               |               |               |               |               |               |
| Espontâneo                             |                    |            | Sebram Pesquisas (SP-08305/2024) | 22-23/10/2024     |                         |                        |                    |               | 800 |               |               |               |               |               |               |
| 34,50%                                 | 25,63%             |            | Sebram Pesquisas (SP-08305/2024) | 22-23/10/2024     | 39,88%                  | 8,87%                  | 8,87%              |               | 800 |               |               |               |               |               |               |
| Fonte                                  | Data(s) conduzidas | Amostragem | Lima PODE                        | Manente Cidadania | Nulo                    | Branco                 | Vantagem           | Vantagem      |     |               |               |               |               |               |               |
| Fonte                                  | Data(s) conduzidas | Amostragem |                                  |                   | Nulo                    | Branco                 | Vantagem           | Vantagem      |     |               |               |               |               |               |               |
| Real Time Big Data (SP-07965/2024)     | 22-23/10/2024      | 1000       | Estimulado                       | Estimulado        | Estimulado              | Estimulado             | Estimulado         | Estimulado    |     |               |               |               |               |               |               |
| Real Time Big Data (SP-07965/2024)     | 22-23/10/2024      | 1000       | 52%                              | 38%               | 6%                      | 4%                     | 14%                | 14%           |     |               |               |               |               |               |               |
| Real Time Big Data (SP-07965/2024)     | 22-23/10/2024      | 1000       | Válidos                          |                   |                         |                        |                    |               |     |               |               |               |               |               |               |
| Real Time Big Data (SP-07965/2024)     | 22-23/10/2024      | 1000       | 58%                              | 42%               |                         |                        | 16%                | 16%           |     |               |               |               |               |               |               |
| Fonte                                  | Data(s) conduzidas | Amostragem | Lima PODE                        | Manente Cidadania | Branco/Nulo             | N. sabe/N. respondeu   | Vantagem           | Vantagem      |     |               |               |               |               |               |               |
| Fonte                                  | Data(s) conduzidas | Amostragem |                                  |                   | Branco/Nulo             | N. sabe/N. respondeu   | Vantagem           | Vantagem      |     |               |               |               |               |               |               |
| IPEC (SP-03922/2024)                   | 21-23/10/2024      | 504        | Votos válidos                    | Votos válidos     | Votos válidos           | Votos válidos          | Votos válidos      | Votos válidos |     |               |               |               |               |               |               |
| IPEC (SP-03922/2024)                   | 21-23/10/2024      | 504        | 56%                              | 44%               |                         |                        | 12%                | 12%           |     |               |               |               |               |               |               |
| IPEC (SP-03922/2024)                   | 21-23/10/2024      | 504        | Estimulado                       |                   |                         |                        |                    |               |     |               |               |               |               |               |               |
| IPEC (SP-03922/2024)                   | 21-23/10/2024      | 504        |                                  |                   | 12%                     | 6%                     |                    |               |     |               |               |               |               |               |               |
| Fonte                                  | Data(s) conduzidas | Amostragem | Lima PODE                        | Manente Cidadania | Branco/Nulo             | Indeciso               | Vantagem           | Vantagem      |     |               |               |               |               |               |               |
| Fonte                                  | Data(s) conduzidas | Amostragem |                                  |                   | Branco/Nulo             | Indeciso               | Vantagem           | Vantagem      |     |               |               |               |               |               |               |
| Vox Brasil (SP-06766/2024)             | 21-22/10/2024      | 850        | Estimulado                       | Estimulado        | Estimulado              | Estimulado             | Estimulado         | Estimulado    |     |               |               |               |               |               |               |
| Vox Brasil (SP-06766/2024)             | 21-22/10/2024      | 850        | 53,4%                            | 38,6              | 4,8%                    | 3,2%                   | 14,8%              | 14,8%         |     |               |               |               |               |               |               |
| Vox Brasil (SP-06766/2024)             | 21-22/10/2024      | 850        | Votos válidos                    |                   |                         |                        |                    |               |     |               |               |               |               |               |               |
| Vox Brasil (SP-06766/2024)             | 21-22/10/2024      | 850        | 58%                              | 42%               |                         |                        | 14,8%              | 14,8%         |     |               |               |               |               |               |               |
| Fonte                                  | Data(s) conduzidas | Amostragem | Lima PODE                        | Manente Cidadania | Outros                  | Não sabe Não respondeu | Nenhum Branco Nulo | Vantagem      |     |               |               |               |               |               |               |
| Fonte                                  | Data(s) conduzidas | Amostragem |                                  |                   | Outros                  | Não sabe Não respondeu | Nenhum Branco Nulo | Vantagem      |     |               |               |               |               |               |               |
| Paraná Pesquisas (SP-09025/2024)       | 19-22/10/2024      | 710        | Estimulado                       | Estimulado        | Estimulado              | Estimulado             | Estimulado         | Estimulado    |     |               |               |               |               |               |               |
| Paraná Pesquisas (SP-09025/2024)       | 19-22/10/2024      | 710        | 49,7%                            | 39%               | -                       | 4,1%                   | 7,2%               | 10,7%         |     |               |               |               |               |               |               |
| Paraná Pesquisas (SP-09025/2024)       | 19-22/10/2024      | 710        | Espontânea                       |                   |                         |                        |                    |               |     |               |               |               |               |               |               |
| Paraná Pesquisas (SP-09025/2024)       | 19-22/10/2024      | 710        | 41%                              | 34,4%             | 0,4%                    | 16,6%                  | 7,6%               | 6,6%          |     |               |               |               |               |               |               |
| Fonte                                  | Data(s) conduzidas | Amostragem | Lima PODE                        | Manente Cidadania | Branco Nulo Nenhum      | Não sabe Indeciso      | Vantagem           | Vantagem      |     |               |               |               |               |               |               |
| Fonte                                  | Data(s) conduzidas | Amostragem |                                  |                   | Branco Nulo Nenhum      | Não sabe Indeciso      | Vantagem           | Vantagem      |     |               |               |               |               |               |               |
| Vox Brasil (SP-06241/2024)             | 18-19/10/2024      | 850        | Estimulado                       | Estimulado        | Estimulado              | Estimulado             | Estimulado         | Estimulado    |     |               |               |               |               |               |               |
| Vox Brasil (SP-06241/2024)             | 18-19/10/2024      | 850        | 50,8%                            | 39,2%             | 4,4%                    | 5,6%                   | 11,6%              | 11,6%         |     |               |               |               |               |               |               |
| Vox Brasil (SP-06241/2024)             | 18-19/10/2024      | 850        | Votos válidos                    |                   |                         |                        |                    |               |     |               |               |               |               |               |               |
| Vox Brasil (SP-06241/2024)             | 18-19/10/2024      | 850        | 56,4%                            | 43,6%             |                         |                        | 12,8%              | 12,8%         |     |               |               |               |               |               |               |
| Fonte                                  | Data(s) conduzidas | Amostragem | Lima PODE                        | Manente Cidadania | Branco/Nulo             | N. sabe/N. respondeu   | Vantagem           | Vantagem      |     |               |               |               |               |               |               |
| Fonte                                  | Data(s) conduzidas | Amostragem |                                  |                   | Branco/Nulo             | N. sabe/N. respondeu   | Vantagem           | Vantagem      |     |               |               |               |               |               |               |
| Instituto Veritá (SP-02408/2024)       | 17-22/10/2024      | 1010       | Votos válidos                    | Votos válidos     | Votos válidos           | Votos válidos          | Votos válidos      | Votos válidos |     |               |               |               |               |               |               |
| Instituto Veritá (SP-02408/2024)       | 17-22/10/2024      | 1010       | 53%                              | 47%               |                         |                        | 6%                 | 6%            |     |               |               |               |               |               |               |
| Instituto Veritá (SP-02408/2024)       | 17-22/10/2024      | 1010       | Estimulado                       |                   |                         |                        |                    |               |     |               |               |               |               |               |               |
| Instituto Veritá (SP-02408/2024)       | 17-22/10/2024      | 1010       | 43,4%                            | 38,4%             | 15,2%                   | 3%                     | 5%                 | 5%            |     |               |               |               |               |               |               |
| Fonte                                  | Data(s) conduzidas | Amostragem | Lima PODE                        | Manente Cidadania | Indecisos               | Branco Nulo            | Vantagem           | Vantagem      |     |               |               |               |               |               |               |
| Fonte                                  | Data(s) conduzidas | Amostragem |                                  |                   | Indecisos               | Branco Nulo            | Vantagem           | Vantagem      |     |               |               |               |               |               |               |
| ASN Pesquisas Públicas (SP-05724/2024) | 16-18/10/2024      | 800        | 51%                              | 39%               | 3%                      | 7%                     | 12%                | 12%           |     |               |               |               |               |               |               |
| Fonte                                  | Data(s) conduzidas | Amostragem | Lima PODE                        | Manente Cidadania | Branco Nulo             | Indeciso               | Vantagem           | Vantagem      |     |               |               |               |               |               |               |
| Fonte                                  | Data(s) conduzidas | Amostragem |                                  |                   | Branco Nulo             | Indeciso               | Vantagem           | Vantagem      |     |               |               |               |               |               |               |
| Real Time Big Data (SP-08129/2024)     | 16-17/10/2024      | 1000       | 49%                              | 39%               | 6%                      | 6%                     | 10%                | 10%           |     |               |               |               |               |               |               |
| Real Time Big Data (SP-08129/2024)     | 16-17/10/2024      | 1000       | Votos válidos                    |                   |                         |                        |                    |               |     |               |               |               |               |               |               |
| Real Time Big Data (SP-08129/2024)     | 16-17/10/2024      | 1000       | 56%                              | 44%               |                         |                        | 12%                | 12%           |     |               |               |               |               |               |               |
| Fonte                                  | Data(s) conduzidas | Amostragem | Lima PODE                        | Manente Cidadania | Branco Nulo             | N. decidiu             | Vantagem           | Vantagem      |     |               |               |               |               |               |               |
| Fonte                                  | Data(s) conduzidas | Amostragem |                                  |                   | Branco Nulo             | N. decidiu             | Vantagem           | Vantagem      |     |               |               |               |               |               |               |
| Quantilab (SP-06994/2024)              | 14-16/10/2024      | 600        | Estimulado                       | Estimulado        | Estimulado              | Estimulado             | Estimulado         | Estimulado    |     |               |               |               |               |               |               |
| Quantilab (SP-06994/2024)              | 14-16/10/2024      | 600        | 46%                              | 33%               | 13%                     | 8%                     | 13%                | 13%           |     |               |               |               |               |               |               |
| Quantilab (SP-06994/2024)              | 14-16/10/2024      | 600        | Espontâneo                       |                   |                         |                        |                    |               |     |               |               |               |               |               |               |
| Quantilab (SP-06994/2024)              | 14-16/10/2024      | 600        | 44%                              | 30%               |                         |                        | 14%                | 14%           |     |               |               |               |               |               |               |
| Fonte                                  | Data(s) conduzidas | Amostragem | Manente Cidadania                | Lima PODE         | Branco Nulo             | N. sabe N. opinou      | Vantagem           | Vantagem      |     |               |               |               |               |               |               |
| Fonte                                  | Data(s) conduzidas | Amostragem |                                  |                   | Branco Nulo             | N. sabe N. opinou      | Vantagem           | Vantagem      |     |               |               |               |               |               |               |
| Sebram Pesquisas (SP-09850/2024)       | 14-15/10/2024      | 800        | 39,21%                           | 36,13%            | 13,81%                  | 10,85%                 | 3,08%              | 3,08%         |     |               |               |               |               |               |               |
| Sebram Pesquisas (SP-09850/2024)       | 14-15/10/2024      | 800        | Votos válidos                    |                   |                         |                        |                    |               |     |               |               |               |               |               |               |
| Sebram Pesquisas (SP-09850/2024)       | 14-15/10/2024      | 800        | 52,05%                           | 47,95%            |                         |                        | 4,1%               | 4,1%          |     |               |               |               |               |               |               |
| Sebram Pesquisas (SP-09850/2024)       | 14-15/10/2024      | 800        | Espontâneo                       |                   |                         |                        |                    |               |     |               |               |               |               |               |               |
| Sebram Pesquisas (SP-09850/2024)       | 14-15/10/2024      | 800        | 32,80%                           | 28,98%            | -                       | 38,22%                 | 3,82%              | 3,82%         |     |               |               |               |               |               |               |
| Fonte                                  | Data(s) conduzidas | Amostragem | Lima PODE                        | Manente Cidadania | Branco Nulo Nenhum      | Não sabe Indeciso      | Vantagem           | Vantagem      |     |               |               |               |               |               |               |
| Fonte                                  | Data(s) conduzidas | Amostragem |                                  |                   | Branco Nulo Nenhum      | Não sabe Indeciso      | Vantagem           | Vantagem      |     |               |               |               |               |               |               |
| Vox Brasil (SP–05886/2024)             | 09-10/10/2024      | 850        | 48,7%                            | 37,5%             | 9,2%                    | 4,6%                   | 11,2%              | 11,2%         |     |               |               |               |               |               |               |
| Fonte                                  | Data(s) conduzidas | Amostragem | Manente Cidadania                | Lima PODE         | Não sabe/ Não respondeu | Branco/Nulo            | Vantagem           | Vantagem      |     |               |               |               |               |               |               |
| Fonte                                  | Data(s) conduzidas | Amostragem |                                  |                   | Não sabe/ Não respondeu | Branco/Nulo            | Vantagem           | Vantagem      |     |               |               |               |               |               |               |
| Sebram Pesquisas (SP-02160/2024)       | 8-10/10/2024       | 800        | Estimulado                       | Estimulado        | Estimulado              | Estimulado             | Estimulado         | Estimulado    |     |               |               |               |               |               |               |
| Sebram Pesquisas (SP-02160/2024)       | 8-10/10/2024       | 800        | 37,88%                           | 35,13%            | 14,88%                  | 12,13%                 | 2,75%              | 2,75%         |     |               |               |               |               |               |               |
| Sebram Pesquisas (SP-02160/2024)       | 8-10/10/2024       | 800        | Espontâneo                       |                   |                         |                        |                    |               |     |               |               |               |               |               |               |
| Sebram Pesquisas (SP-02160/2024)       | 8-10/10/2024       | 800        | 32,38%                           | 26,38%            | 41,25%                  | -                      | 6%                 | 6%            |     |               |               |               |               |               |               |
| Fonte                                  | Data(s) conduzidas | Amostragem | Lima PODE                        | Manente Cidadania | Indecisos               | Branco/Nulo            | Vantagem           | Vantagem      |     |               |               |               |               |               |               |
| Fonte                                  | Data(s) conduzidas | Amostragem |                                  |                   | Indecisos               | Branco/Nulo            | Vantagem           | Vantagem      |     |               |               |               |               |               |               |
| ASN Pesquisas Públicas (SP-00688/2024) | 08-11/10/2024      | 800        | 47%                              | 38%               | 5%                      | 10%                    | 9%                 | 9%            |     |               |               |               |               |               |               |
| Fonte                                  | Data(s) conduzidas | Amostragem | Lima PODE                        | Manente Cidadania | Outros                  | Branco/Nulo            | Não respondeu      | Vantagem      |     |               |               |               |               |               |               |
| Fonte                                  | Data(s) conduzidas | Amostragem |                                  |                   | Outros                  | Branco/Nulo            | Não respondeu      | Vantagem      |     |               |               |               |               |               |               |
| Paraná Pesquisas (SP-03979/2024)       | 07-10/10/2024      | 710        | Estimulado                       | Estimulado        | Estimulado              | Estimulado             | Estimulado         | Estimulado    |     |               |               |               |               |               |               |
| Paraná Pesquisas (SP-03979/2024)       | 07-10/10/2024      | 710        | 46,1%                            | 41,1%             | -                       | 8,6%                   | 4,2%               | 5%            |     |               |               |               |               |               |               |
| Paraná Pesquisas (SP-03979/2024)       | 07-10/10/2024      | 710        | Votos válidos                    |                   |                         |                        |                    |               |     |               |               |               |               |               |               |
| Paraná Pesquisas (SP-03979/2024)       | 07-10/10/2024      | 710        | 52,9%                            | 47,1%             | -                       | -                      | -                  | 5,8%          |     |               |               |               |               |               |               |
| Paraná Pesquisas (SP-03979/2024)       | 07-10/10/2024      | 710        | Espontâneo                       |                   |                         |                        |                    |               |     |               |               |               |               |               |               |
| Paraná Pesquisas (SP-03979/2024)       | 07-10/10/2024      | 710        | 32,5%                            | 29%               | 0,4%                    | 8,2%                   | 29,9%              | 3,5%          |     |               |               |               |               |               |               |

### Primeiro turno
| Fonte                                               | Data(s) conduzidas    | Amostragem            | Lima PODE                                                         | Manente Cidadania                                                 | Fernando PT                                                       | Morando UNIÃO                                                     | Donizete PSTU                                                     | Indeciso                                                          | Branco/Nulo                                                       | Vantagem                                                          | Vantagem                                                          | Vantagem                                                          |       |       |       |       |       |      |      |      |
| --------------------------------------------------- | --------------------- | --------------------- | ----------------------------------------------------------------- | ----------------------------------------------------------------- | ----------------------------------------------------------------- | ----------------------------------------------------------------- | ----------------------------------------------------------------- | ----------------------------------------------------------------- | ----------------------------------------------------------------- | ----------------------------------------------------------------- | ----------------------------------------------------------------- | ----------------------------------------------------------------- | ----- | ----- | ----- | ----- | ----- | ---- | ---- | ---- |
| Fonte                                               | Data(s) conduzidas    | Amostragem            | ASN Pesquisas Públicas (SP-03342/2024)                            | 2-4/10/2024                                                       | 800                                                               | 32,3%                                                             | 23,1%                                                             | Indeciso                                                          | Branco/Nulo                                                       | Vantagem                                                          | Vantagem                                                          | Vantagem                                                          | 22,4% | 19,2% | 0,54% | 1,29% | 1,17% | 9,2% | 9,2% | 9,2% |
| Fonte                                               | Data(s) conduzidas    | Amostragem            | Manente Cidadania                                                 | Fernando PT                                                       | Lima PODE                                                         | Morando UNIÃO                                                     | Donizete PSTU                                                     | Nulo/Branco                                                       | Não sabe/Não respondeu                                            | Vantagem                                                          | Vantagem                                                          | Vantagem                                                          |       |       |       |       |       |      |      |      |
| Fonte                                               | Data(s) conduzidas    | Amostragem            |                                                                   |                                                                   |                                                                   |                                                                   |                                                                   | Nulo/Branco                                                       | Não sabe/Não respondeu                                            | Vantagem                                                          | Vantagem                                                          | Vantagem                                                          |       |       |       |       |       |      |      |      |
| Sebram Pesquisas (SP-01518/2024)                    | 1-2/10/2024           | 800                   | 30,80%                                                            | 23,07%                                                            | 17,71%                                                            | 15,21%                                                            | 1,50%                                                             | 2,24%                                                             | 9,48%                                                             | 7,73%                                                             | 7,73%                                                             | 7,73%                                                             |       |       |       |       |       |      |      |      |
| Sebram Pesquisas (SP-01518/2024)                    | 1-2/10/2024           | 800                   | Cenário espontâneo                                                |                                                                   |                                                                   |                                                                   |                                                                   |                                                                   |                                                                   |                                                                   |                                                                   |                                                                   |       |       |       |       |       |      |      |      |
| Sebram Pesquisas (SP-01518/2024)                    | 1-2/10/2024           | 800                   | 14,21%                                                            | 13,09%                                                            | 12,22%                                                            | 9,98%                                                             | 1,12%                                                             | -                                                                 | 49,38%                                                            | 1,12%                                                             | 1,12%                                                             | 1,12%                                                             |       |       |       |       |       |      |      |      |
| Fonte                                               | Data(s) conduzidas    | Amostragem            | Morando UNIÃO                                                     | Manente Cidadania                                                 | Lima PODE                                                         | Fernando PT                                                       | Donizete PSTU                                                     | Outros                                                            | Nulo/Branco                                                       | Não sabe/Não respondeu                                            | Vantagem                                                          | Vantagem                                                          |       |       |       |       |       |      |      |      |
| Fonte                                               | Data(s) conduzidas    | Amostragem            |                                                                   |                                                                   |                                                                   |                                                                   |                                                                   | Outros                                                            | Nulo/Branco                                                       | Não sabe/Não respondeu                                            | Vantagem                                                          | Vantagem                                                          |       |       |       |       |       |      |      |      |
| Real Time Big Data (SP-02282/2024)                  | 1-2/10/2024           | 1000                  | 26%                                                               | 23%                                                               | 23%                                                               | 20%                                                               | 0%                                                                | -                                                                 | 5%                                                                | 3%                                                                | 3%                                                                | 3%                                                                |       |       |       |       |       |      |      |      |
| Real Time Big Data (SP-02282/2024)                  | 1-2/10/2024           | 1000                  | Cenário espontâneo                                                |                                                                   |                                                                   |                                                                   |                                                                   |                                                                   |                                                                   |                                                                   |                                                                   |                                                                   |       |       |       |       |       |      |      |      |
| Real Time Big Data (SP-02282/2024)                  | 1-2/10/2024           | 1000                  | 14%                                                               | 14%                                                               | 14%                                                               | 11%                                                               | -                                                                 | 4%                                                                | 11%                                                               | 32%                                                               | Empate                                                            | Empate                                                            |       |       |       |       |       |      |      |      |
| Fonte                                               | Data(s) conduzidas    | Amostragem            | Lima PODE                                                         | Manente Cidadania                                                 | Fernando PT                                                       | Morando UNIÃO                                                     | Donizete PSTU                                                     | Nulo/Branco/Nenhum                                                | Não sabe/Indeciso                                                 | Vantagem                                                          | Vantagem                                                          | Vantagem                                                          |       |       |       |       |       |      |      |      |
| Fonte                                               | Data(s) conduzidas    | Amostragem            |                                                                   |                                                                   |                                                                   |                                                                   |                                                                   | Nulo/Branco/Nenhum                                                | Não sabe/Indeciso                                                 | Vantagem                                                          | Vantagem                                                          | Vantagem                                                          |       |       |       |       |       |      |      |      |
| Vox Opinião Pública (SP–05434/2024)                 | 29-30/09/2024         | 850                   | 30,9%                                                             | 26,3%                                                             | 21,4%                                                             | 18,7%                                                             | 0,7%                                                              | 3,2%                                                              | 2,8%                                                              | 4,6%                                                              | 4,6%                                                              | 4,6%                                                              |       |       |       |       |       |      |      |      |
| Vox Opinião Pública (SP–05434/2024)                 | 29-30/09/2024         | 850                   | Votos válidos                                                     |                                                                   |                                                                   |                                                                   |                                                                   |                                                                   |                                                                   |                                                                   |                                                                   |                                                                   |       |       |       |       |       |      |      |      |
| Vox Opinião Pública (SP–05434/2024)                 | 29-30/09/2024         | 850                   | 32,9%                                                             | 26,3%                                                             | 21,4%                                                             | 18,7%                                                             | 0,7%                                                              | -                                                                 | -                                                                 | 6,6%                                                              | 6,6%                                                              | 6,6%                                                              |       |       |       |       |       |      |      |      |
| Fonte                                               | Data(s) conduzidas    | Amostragem            | Lima PODE                                                         | Manente Cidadania                                                 | Fernando PT                                                       | Morando UNIÃO                                                     | Donizete PSTU                                                     | Indecisos                                                         | Branco/Nulo                                                       | Vantagem                                                          | Vantagem                                                          | Vantagem                                                          |       |       |       |       |       |      |      |      |
| Fonte                                               | Data(s) conduzidas    | Amostragem            |                                                                   |                                                                   |                                                                   |                                                                   |                                                                   | Indecisos                                                         | Branco/Nulo                                                       | Vantagem                                                          | Vantagem                                                          | Vantagem                                                          |       |       |       |       |       |      |      |      |
| ASN Pesquisas Públicas (SP-04809/2024)              | 26-29/09/2024         | 800                   | 32,15%                                                            | 24,72%                                                            | 20,89%                                                            | 16,23%                                                            | 0,78%                                                             | 2,11%                                                             | 3,12%                                                             | 7,43%                                                             | 7,43%                                                             | 7,43%                                                             |       |       |       |       |       |      |      |      |
| Fonte                                               | Data(s) conduzidas    | Amostragem            | Lima PODE                                                         | Manente Cidadania                                                 | Fernando PT                                                       | Morando UNIÃO                                                     | Donizete PSTU                                                     | Outros                                                            | Nenhum/Branco/Nulo                                                | Não sabe/Não respondeu                                            | Vantagem                                                          | Vantagem                                                          |       |       |       |       |       |      |      |      |
| Fonte                                               | Data(s) conduzidas    | Amostragem            |                                                                   |                                                                   |                                                                   |                                                                   |                                                                   | Outros                                                            | Nenhum/Branco/Nulo                                                | Não sabe/Não respondeu                                            | Vantagem                                                          | Vantagem                                                          |       |       |       |       |       |      |      |      |
| Paraná Pesquisas (SP-06771/2024)                    | 26-29/09/2024         | 800                   | 25%                                                               | 22,8%                                                             | 21,5%                                                             | 19%                                                               | 1,6%                                                              | -                                                                 | 6%                                                                | 4,1%                                                              | 2,2%                                                              | 2,2%                                                              |       |       |       |       |       |      |      |      |
| Paraná Pesquisas (SP-06771/2024)                    | 26-29/09/2024         | 800                   | Cenário espontâneo                                                |                                                                   |                                                                   |                                                                   |                                                                   |                                                                   |                                                                   |                                                                   |                                                                   |                                                                   |       |       |       |       |       |      |      |      |
| Paraná Pesquisas (SP-06771/2024)                    | 26-29/09/2024         | 800                   | 17,9%                                                             | 14%                                                               | 14,6%                                                             | 9%                                                                | 0,9%                                                              | 0,4%                                                              | 6,4%                                                              | 36,9%                                                             | 3,3%                                                              | 3,3%                                                              |       |       |       |       |       |      |      |      |
| Fonte                                               | Data(s) conduzidas    | Amostragem            | Lima PODE                                                         | Fernando PT                                                       | Manente Cidadania                                                 | Morando UNIÃO                                                     | Donizete PSTU                                                     | Outros                                                            | Branco/Nulo                                                       | Não sabe                                                          | Vantagem                                                          | Vantagem                                                          |       |       |       |       |       |      |      |      |
| Fonte                                               | Data(s) conduzidas    | Amostragem            |                                                                   |                                                                   |                                                                   |                                                                   |                                                                   | Outros                                                            | Branco/Nulo                                                       | Não sabe                                                          | Vantagem                                                          | Vantagem                                                          |       |       |       |       |       |      |      |      |
| ABC Dados (SP-04686/2024)                           | 26-27/09/2024         | 800                   | 23%                                                               | 20%                                                               | 19%                                                               | 14%                                                               | 1%                                                                | -                                                                 | 10%                                                               | 13%                                                               | 13%                                                               | 13%                                                               |       |       |       |       |       |      |      |      |
| ABC Dados (SP-04686/2024)                           | 26-27/09/2024         | 800                   | Cenário espontâneo                                                |                                                                   |                                                                   |                                                                   |                                                                   |                                                                   |                                                                   |                                                                   |                                                                   |                                                                   |       |       |       |       |       |      |      |      |
| ABC Dados (SP-04686/2024)                           | 26-27/09/2024         | 800                   | 17%                                                               | 14%                                                               | 12%                                                               | 9%                                                                | 0%                                                                | 2%                                                                | 10%                                                               | 37%                                                               | 3%                                                                | 3%                                                                |       |       |       |       |       |      |      |      |
| Fonte                                               | Data(s) conduzidas    | Amostragem            | Lima PODE                                                         | Manente Cidadania                                                 | Fernando PT                                                       | Morando UNIÃO                                                     | Donizete PSTU                                                     | Indecisos                                                         | Branco/Nulo                                                       | Vantagem                                                          | Vantagem                                                          | Vantagem                                                          |       |       |       |       |       |      |      |      |
| Fonte                                               | Data(s) conduzidas    | Amostragem            |                                                                   |                                                                   |                                                                   |                                                                   |                                                                   | Indecisos                                                         | Branco/Nulo                                                       | Vantagem                                                          | Vantagem                                                          | Vantagem                                                          |       |       |       |       |       |      |      |      |
| ASN Pesquisas Públicas (SP-07643/2024)              | 25-27/09/2024         | 800                   | 31,17%                                                            | 23,21%                                                            | 20,33%                                                            | 18,49%                                                            | 0,54%                                                             | 3,78%                                                             | 2,48%                                                             | 7,96%                                                             | 7,96%                                                             | 7,96%                                                             |       |       |       |       |       |      |      |      |
| Fonte                                               | Data(s) conduzidas    | Amostragem            | Manente Cidadania                                                 | Morando UNIÃO                                                     | Lima PODE                                                         | Fernando PT                                                       | Donizete PSTU                                                     | Outros                                                            | Branco/Nulo                                                       | Não sabe/Não respondeu                                            | Vantagem                                                          | Vantagem                                                          |       |       |       |       |       |      |      |      |
| Fonte                                               | Data(s) conduzidas    | Amostragem            |                                                                   |                                                                   |                                                                   |                                                                   |                                                                   | Outros                                                            | Branco/Nulo                                                       | Não sabe/Não respondeu                                            | Vantagem                                                          | Vantagem                                                          |       |       |       |       |       |      |      |      |
| Real Time Big Data (SP-05822/2024)                  | 25-26/09/2024         | 1000                  | 26%                                                               | 25%                                                               | 20%                                                               | 20%                                                               | Não pontuou                                                       | -                                                                 | 6%                                                                | 3%                                                                | 1%                                                                | 1%                                                                |       |       |       |       |       |      |      |      |
| Real Time Big Data (SP-05822/2024)                  | 25-26/09/2024         | 1000                  | Cenário espontâneo                                                |                                                                   |                                                                   |                                                                   |                                                                   |                                                                   |                                                                   |                                                                   |                                                                   |                                                                   |       |       |       |       |       |      |      |      |
| Real Time Big Data (SP-05822/2024)                  | 25-26/09/2024         | 1000                  | 13%                                                               | 11%                                                               | 9%                                                                | 9%                                                                | -                                                                 | 4%                                                                | 12%                                                               | 42%                                                               | 2%                                                                | 2%                                                                |       |       |       |       |       |      |      |      |
| Fonte                                               | Data(s) conduzidas    | Amostragem            | Manente Cidadania                                                 | Fernando PT                                                       | Lima PODE                                                         | Morando UNIÃO                                                     | Donizete PSTU                                                     | Não sabe/Não respondeu                                            | Branco/Nulo                                                       | Vantagem                                                          | Vantagem                                                          | Vantagem                                                          |       |       |       |       |       |      |      |      |
| Fonte                                               | Data(s) conduzidas    | Amostragem            |                                                                   |                                                                   |                                                                   |                                                                   |                                                                   | Não sabe/Não respondeu                                            | Branco/Nulo                                                       | Vantagem                                                          | Vantagem                                                          | Vantagem                                                          |       |       |       |       |       |      |      |      |
| Instituto Veritá (SP-06790/2024)                    | 24-28/09/2024         | 1010                  | Válido                                                            | Válido                                                            | Válido                                                            | Válido                                                            | Válido                                                            | Válido                                                            | Válido                                                            | Válido                                                            | Válido                                                            | Válido                                                            |       |       |       |       |       |      |      |      |
| Instituto Veritá (SP-06790/2024)                    | 24-28/09/2024         | 1010                  | 26,9%                                                             | 26,9%                                                             | 22,4%                                                             | 22,2%                                                             | 1,7%                                                              | -                                                                 | -                                                                 | Empate                                                            | Empate                                                            | Empate                                                            |       |       |       |       |       |      |      |      |
| Instituto Veritá (SP-06790/2024)                    | 24-28/09/2024         | 1010                  | Normal                                                            |                                                                   |                                                                   |                                                                   |                                                                   |                                                                   |                                                                   |                                                                   |                                                                   |                                                                   |       |       |       |       |       |      |      |      |
| Instituto Veritá (SP-06790/2024)                    | 24-28/09/2024         | 1010                  | 22,6%                                                             | 22,6%                                                             | 18,9%                                                             | 18,7%                                                             | 1,4%                                                              | 8,1%                                                              | 7,8%                                                              | Empate                                                            | Empate                                                            | Empate                                                            |       |       |       |       |       |      |      |      |
| Fonte                                               | Data(s) conduzidas    | Amostragem            | Manente Cidadania                                                 | Lima PODE                                                         | Fernando PT                                                       | Morando UNIÃO                                                     | Donizete PSTU                                                     | Outros                                                            | Branco/Nulo                                                       | Não sabe/Não opinou                                               | Vantagem                                                          | Vantagem                                                          |       |       |       |       |       |      |      |      |
| Fonte                                               | Data(s) conduzidas    | Amostragem            |                                                                   |                                                                   |                                                                   |                                                                   |                                                                   | Outros                                                            | Branco/Nulo                                                       | Não sabe/Não opinou                                               | Vantagem                                                          | Vantagem                                                          |       |       |       |       |       |      |      |      |
| Sebram Pesquisas (SP-04436/2024)                    | 20-21/09/2024         | 803                   | 29,14%                                                            | 21,42%                                                            | 19,93%                                                            | 14,57%                                                            | 0,62%                                                             | -                                                                 | 1,12%                                                             | 13,20%                                                            | 7,72%                                                             | 7,72%                                                             |       |       |       |       |       |      |      |      |
| Sebram Pesquisas (SP-04436/2024)                    | 20-21/09/2024         | 803                   | Cenário espontâneo                                                |                                                                   |                                                                   |                                                                   |                                                                   |                                                                   |                                                                   |                                                                   |                                                                   |                                                                   |       |       |       |       |       |      |      |      |
| Sebram Pesquisas (SP-04436/2024)                    | 20-21/09/2024         | 803                   | 12,83%                                                            | 12,33%                                                            | 10,34%                                                            | 6,48%                                                             | -                                                                 | 2,37%                                                             | -                                                                 | 55,67%                                                            | 0,5%                                                              | 0,5%                                                              |       |       |       |       |       |      |      |      |
| Fonte                                               | Data(s) conduzidas    | Amostragem            | Lima PODE                                                         | Manente Cidadania                                                 | Fernando PT                                                       | Morando UNIÃO                                                     | Donizete PSTU                                                     | Branco/Nulo/Nenhum                                                | Branco/Nulo/Nenhum                                                | Não sabe/Indeciso                                                 | Vantagem                                                          | Vantagem                                                          |       |       |       |       |       |      |      |      |
| Fonte                                               | Data(s) conduzidas    | Amostragem            |                                                                   |                                                                   |                                                                   |                                                                   |                                                                   | Branco/Nulo/Nenhum                                                | Branco/Nulo/Nenhum                                                | Não sabe/Indeciso                                                 | Vantagem                                                          | Vantagem                                                          |       |       |       |       |       |      |      |      |
| Vox Opinião Pública (SP–04557/2024)                 | 20-21/09/2024         | 850                   | 30,7%                                                             | 26,1%                                                             | 19,6%                                                             | 15,9%                                                             | 0,4%                                                              | 4,1%                                                              | 4,1%                                                              | 3,2%                                                              | 4,6%                                                              | 4,6%                                                              |       |       |       |       |       |      |      |      |
| Fonte                                               | Data(s) conduzidas    | Amostragem            | Manente Cidadania                                                 | Fernando PT                                                       | Lima PODE                                                         | Morando UNIÃO                                                     | Donizete PSTU                                                     | Vantagem                                                          | Vantagem                                                          | Vantagem                                                          | Vantagem                                                          | Vantagem                                                          |       |       |       |       |       |      |      |      |
| Fonte                                               | Data(s) conduzidas    | Amostragem            |                                                                   |                                                                   |                                                                   |                                                                   |                                                                   | Vantagem                                                          | Vantagem                                                          | Vantagem                                                          | Vantagem                                                          | Vantagem                                                          |       |       |       |       |       |      |      |      |
| OpinaData (SP-04079/2024)                           | 17-20/09/2024         | 600                   | 27,5%                                                             | 19,7%                                                             | 19,2%                                                             | 17,5%                                                             | 0,3%                                                              | 7,8%                                                              | 7,8%                                                              | 7,8%                                                              | 7,8%                                                              | 7,8%                                                              |       |       |       |       |       |      |      |      |
| Fonte                                               | Data(s) conduzidas    | Amostragem            | Manente Cidadania                                                 | Morando UNIÃO                                                     | Fernando PT                                                       | Lima PODE                                                         | Donizete PSTU                                                     | Outros                                                            | Nulo/Branco                                                       | Não sabe/Não Respondeu                                            | Vantagem                                                          | Vantagem                                                          |       |       |       |       |       |      |      |      |
| Fonte                                               | Data(s) conduzidas    | Amostragem            |                                                                   |                                                                   |                                                                   |                                                                   |                                                                   | Outros                                                            | Nulo/Branco                                                       | Não sabe/Não Respondeu                                            | Vantagem                                                          | Vantagem                                                          |       |       |       |       |       |      |      |      |
| Real Time Big Data (SP-09180/2024)                  | 16-19/09/2024         | 1,000                 | 25%                                                               | 25%                                                               | 20%                                                               | 18%                                                               | Não pontuou                                                       | -                                                                 | 7%                                                                | 5%                                                                | Empate                                                            | Empate                                                            |       |       |       |       |       |      |      |      |
| Real Time Big Data (SP-09180/2024)                  | 16-19/09/2024         | 1,000                 | Cenário espontâneo                                                |                                                                   |                                                                   |                                                                   |                                                                   |                                                                   |                                                                   |                                                                   |                                                                   |                                                                   |       |       |       |       |       |      |      |      |
| Real Time Big Data (SP-09180/2024)                  | 16-19/09/2024         | 1,000                 | 11%                                                               | 8%                                                                | 5%                                                                | 5%                                                                | -                                                                 | 9%                                                                | 12%                                                               | 50%                                                               | 3%                                                                | 3%                                                                |       |       |       |       |       |      |      |      |
| Fonte                                               | Data(s) conduzidas    | Amostragem            | Lima PODE                                                         | Manente Cidadania                                                 | Fernando PT                                                       | Morando UNIÃO                                                     | Donizete PSTU                                                     | Branco/Nulo/Nenhum                                                | Branco/Nulo/Nenhum                                                | Não sabe                                                          | Vantagem                                                          | Vantagem                                                          |       |       |       |       |       |      |      |      |
| Fonte                                               | Data(s) conduzidas    | Amostragem            |                                                                   |                                                                   |                                                                   |                                                                   |                                                                   | Branco/Nulo/Nenhum                                                | Branco/Nulo/Nenhum                                                | Não sabe                                                          | Vantagem                                                          | Vantagem                                                          |       |       |       |       |       |      |      |      |
| VOX Opinião Pública (SP-00420/2024)                 | 9-10/09/2024          | 850                   | 29,6%                                                             | 25,1%                                                             | 19,4%                                                             | 16,4%                                                             | 1,1%                                                              | 4,8%                                                              | 4,8%                                                              | 3,6%                                                              | 4,5%                                                              | 4,5%                                                              |       |       |       |       |       |      |      |      |
| Fonte                                               | Data(s) conduzidas    | Amostragem            | Lima PODE                                                         | Manente Cidadania                                                 | Fernando PT                                                       | Morando UNIÃO                                                     | Donizete PSTU                                                     | Indecisos                                                         | Indecisos                                                         | Nulo                                                              | Vantagem                                                          | Vantagem                                                          |       |       |       |       |       |      |      |      |
| Fonte                                               | Data(s) conduzidas    | Amostragem            |                                                                   |                                                                   |                                                                   |                                                                   |                                                                   | Indecisos                                                         | Indecisos                                                         | Nulo                                                              | Vantagem                                                          | Vantagem                                                          |       |       |       |       |       |      |      |      |
| ASN Pesquisas (SP-07482/2024)                       | 3-5/09/2024           | 800                   | 31,12%                                                            | 25,62%                                                            | 19,75%                                                            | 15%                                                               | 0,62%                                                             | 4,62%                                                             | 4,62%                                                             | 3,82%                                                             | 5,5%                                                              | 5,5%                                                              |       |       |       |       |       |      |      |      |
| Fonte                                               | Data(s) conduzidas    | Amostragem            | Manente Cidadania                                                 | Lima PODE                                                         | Morando UNIÃO                                                     | Fernando PT                                                       | Donizete PSTU                                                     | Nulo                                                              | Nulo                                                              | Não sabe não respondeu                                            | Vantagem                                                          | Vantagem                                                          |       |       |       |       |       |      |      |      |
| Fonte                                               | Data(s) conduzidas    | Amostragem            |                                                                   |                                                                   |                                                                   |                                                                   |                                                                   | Nulo                                                              | Nulo                                                              | Não sabe não respondeu                                            | Vantagem                                                          | Vantagem                                                          |       |       |       |       |       |      |      |      |
| Paraná Pesquisas (SP-06397/2024)                    | 02-05/09/2024         | 800                   | 27,9%                                                             | 22,6%                                                             | 18%                                                               | 17,30%                                                            | 0,6%                                                              | 8,8%                                                              | 8,8%                                                              | 4,9%                                                              | 5,3%                                                              | 5,3%                                                              |       |       |       |       |       |      |      |      |
| Fonte                                               | Data(s) conduzidas    | Amostragem            | Manente Cidadania                                                 | Morando UNIÃO                                                     | Fernando PT                                                       | Lima PODE                                                         | Donizete PSTU                                                     | Nulo./Branco.                                                     | Nulo./Branco.                                                     | Não sabe não respondeu                                            | Vantagem                                                          | Vantagem                                                          |       |       |       |       |       |      |      |      |
| Fonte                                               | Data(s) conduzidas    | Amostragem            |                                                                   |                                                                   |                                                                   |                                                                   |                                                                   | Nulo./Branco.                                                     | Nulo./Branco.                                                     | Não sabe não respondeu                                            | Vantagem                                                          | Vantagem                                                          |       |       |       |       |       |      |      |      |
| Real Time Big Data (SP-01036/2024)                  | 30-31/08/2024         | 1,000                 | 24%                                                               | 24%                                                               | 20%                                                               | 16%                                                               | <1%                                                               | 9%                                                                | 9%                                                                | 7%                                                                | Empate                                                            | Empate                                                            |       |       |       |       |       |      |      |      |
| Fonte                                               | Data(s) conduzidas    | Amostragem            | Lima PODE                                                         | Manente Cidadania                                                 | Fernando PT                                                       | Morando UNIÃO                                                     | Donizete PSTU                                                     | Não sabe não respondeu                                            | Não sabe não respondeu                                            | Nulo./Branco.                                                     | Vantagem                                                          | Vantagem                                                          |       |       |       |       |       |      |      |      |
| Fonte                                               | Data(s) conduzidas    | Amostragem            |                                                                   |                                                                   |                                                                   |                                                                   |                                                                   | Não sabe não respondeu                                            | Não sabe não respondeu                                            | Nulo./Branco.                                                     | Vantagem                                                          | Vantagem                                                          |       |       |       |       |       |      |      |      |
| Intelligence Pesquisa e Comunicação (SP-03816/2024) | 19-20/08/2024         | 600                   | 29%                                                               | 23%                                                               | 15%                                                               | 14%                                                               | Não pontuou                                                       | 8%                                                                | 8%                                                                | 11%                                                               | 6%                                                                | 6%                                                                |       |       |       |       |       |      |      |      |
| Intelligence Pesquisa e Comunicação (SP-03816/2024) | 19-20/08/2024         | 600                   | Cenário espontâneo                                                |                                                                   |                                                                   |                                                                   |                                                                   |                                                                   |                                                                   |                                                                   |                                                                   |                                                                   |       |       |       |       |       |      |      |      |
| Intelligence Pesquisa e Comunicação (SP-03816/2024) | 19-20/08/2024         | 600                   | 24%                                                               | 19%                                                               | 14%                                                               | 9%                                                                | -                                                                 | 24%                                                               | 24%                                                               | 10%                                                               | 5%                                                                | 5%                                                                |       |       |       |       |       |      |      |      |
| Fonte                                               | Data(s) conduzidas    | Amostragem            | Lima PODE                                                         | Manente Cidadania                                                 | Fernando PT                                                       | Morando UNIÃO                                                     | Donizete PSTU                                                     | Indecisos                                                         | Indecisos                                                         | Nulo./Branco.                                                     | Vantagem                                                          | Vantagem                                                          |       |       |       |       |       |      |      |      |
| Fonte                                               | Data(s) conduzidas    | Amostragem            |                                                                   |                                                                   |                                                                   |                                                                   |                                                                   | Indecisos                                                         | Indecisos                                                         | Nulo./Branco.                                                     | Vantagem                                                          | Vantagem                                                          |       |       |       |       |       |      |      |      |
| ASN Pesquisas (SP-06456/2024)                       | 15-18/08/2024         | 800                   | 30%                                                               | 24%                                                               | 16%                                                               | 14%                                                               | 1%                                                                | 6%                                                                | 6%                                                                | 9%                                                                | 6%                                                                | 6%                                                                |       |       |       |       |       |      |      |      |
| 5 de agosto de 2024                                 | 5 de agosto de 2024   | 5 de agosto de 2024   | Data limite das convenções partidárias.                           | Data limite das convenções partidárias.                           | Data limite das convenções partidárias.                           | Data limite das convenções partidárias.                           | Data limite das convenções partidárias.                           | Data limite das convenções partidárias.                           | Data limite das convenções partidárias.                           | Data limite das convenções partidárias.                           | Data limite das convenções partidárias.                           | Data limite das convenções partidárias.                           |       |       |       |       |       |      |      |      |
| Fonte                                               | Data(s) conduzidas    | Amostragem            | Manente Cidadania                                                 | Morando UNIÃO                                                     | Fernando PT                                                       | Lima PODE                                                         | Donizete PSTU                                                     | Outros                                                            | Outros                                                            | Nulo./Branco.                                                     | Não respondeu                                                     | Vantagem                                                          |       |       |       |       |       |      |      |      |
| Fonte                                               | Data(s) conduzidas    | Amostragem            |                                                                   |                                                                   |                                                                   |                                                                   |                                                                   | Outros                                                            | Outros                                                            | Nulo./Branco.                                                     | Não respondeu                                                     | Vantagem                                                          |       |       |       |       |       |      |      |      |
| RealTime Big Data (SP-01435/2024)                   | 02-03/08/2024         | 1000                  | 26%                                                               | 23%                                                               | 16%                                                               | 16%                                                               | Não pontuou                                                       | 3%                                                                | 3%                                                                | 8%                                                                | 8%                                                                | 3%                                                                |       |       |       |       |       |      |      |      |
| RealTime Big Data (SP-01435/2024)                   | 02-03/08/2024         | 1000                  | Cenário espontâneo                                                |                                                                   |                                                                   |                                                                   |                                                                   |                                                                   |                                                                   |                                                                   |                                                                   |                                                                   |       |       |       |       |       |      |      |      |
| RealTime Big Data (SP-01435/2024)                   | 02-03/08/2024         | 1000                  | 10%                                                               | 3%                                                                | 3%                                                                | 3%                                                                | -                                                                 | 11%                                                               | 11%                                                               | 13%                                                               | 50%                                                               | -                                                                 |       |       |       |       |       |      |      |      |
| Fonte                                               | Data(s) conduzidas    | Amostragem            | Lima PODE                                                         | Manente Cidadania                                                 | Fernando PT                                                       | Morando UNIÃO                                                     | Branco Nulo                                                       | NS/NR                                                             | Vantagem                                                          | Vantagem                                                          | Vantagem                                                          | Vantagem                                                          |       |       |       |       |       |      |      |      |
| Fonte                                               | Data(s) conduzidas    | Amostragem            |                                                                   |                                                                   |                                                                   |                                                                   | Branco Nulo                                                       | NS/NR                                                             | Vantagem                                                          | Vantagem                                                          | Vantagem                                                          | Vantagem                                                          |       |       |       |       |       |      |      |      |
| Inteligence Pessquisa (SP-09000/2024)               | 29-30/07/2024         | 800                   | Cenário espontâneo                                                | Cenário espontâneo                                                | Cenário espontâneo                                                | Cenário espontâneo                                                | Cenário espontâneo                                                | Cenário espontâneo                                                | Cenário espontâneo                                                | Cenário espontâneo                                                | Cenário espontâneo                                                | Cenário espontâneo                                                |       |       |       |       |       |      |      |      |
| Inteligence Pessquisa (SP-09000/2024)               | 29-30/07/2024         | 800                   | 20%                                                               | 20%                                                               | 15%                                                               | 14%                                                               | 11                                                                | 20                                                                | Empate                                                            | Empate                                                            | Empate                                                            | Empate                                                            |       |       |       |       |       |      |      |      |
| Inteligence Pessquisa (SP-09000/2024)               | 29-30/07/2024         | 800                   | Cenário estimulado                                                |                                                                   |                                                                   |                                                                   |                                                                   |                                                                   |                                                                   |                                                                   |                                                                   |                                                                   |       |       |       |       |       |      |      |      |
| Inteligence Pessquisa (SP-09000/2024)               | 29-30/07/2024         | 800                   | 26%                                                               | 23%                                                               | 18%                                                               | 17%                                                               | 9%                                                                | 7%                                                                | 3%                                                                | 3%                                                                | 3%                                                                | 3%                                                                |       |       |       |       |       |      |      |      |
| Fonte                                               | Data(s) conduzidas    | Amostragem            | Manente Cidadania                                                 | Lima PODE                                                         | Morando UNIÃO                                                     | Fernando PT                                                       | Donizete PSTU                                                     | Outros                                                            | Ninguém. Nulo. Branco.                                            | Ninguém. Nulo. Branco.                                            | Não sabe. Não respondeu                                           | Vantagem                                                          |       |       |       |       |       |      |      |      |
| Fonte                                               | Data(s) conduzidas    | Amostragem            |                                                                   |                                                                   |                                                                   |                                                                   |                                                                   | Outros                                                            | Ninguém. Nulo. Branco.                                            | Ninguém. Nulo. Branco.                                            | Não sabe. Não respondeu                                           | Vantagem                                                          |       |       |       |       |       |      |      |      |
| Paraná Pesquisas (SP-02452/2024)                    | 27-30/07/2024         | 740                   | 28,0%                                                             | 19,2%                                                             | 17,6%                                                             | 15,9%                                                             | 0,8%                                                              | 4,5%                                                              | 8,4%                                                              | 8,4%                                                              | 5,7%                                                              | 8,8%                                                              |       |       |       |       |       |      |      |      |
| Paraná Pesquisas (SP-02452/2024)                    | 27-30/07/2024         | 740                   | 28,9%                                                             | 20,3%                                                             | 18,6%                                                             | 16,1%                                                             | 1,1%                                                              | -                                                                 | 8,6%                                                              | 8,6%                                                              | 6,4%                                                              | 8,6%                                                              |       |       |       |       |       |      |      |      |
| Paraná Pesquisas (SP-02452/2024)                    | 27-30/07/2024         | 740                   | Cenário espontâneo                                                |                                                                   |                                                                   |                                                                   |                                                                   |                                                                   |                                                                   |                                                                   |                                                                   |                                                                   |       |       |       |       |       |      |      |      |
| Paraná Pesquisas (SP-02452/2024)                    | 27-30/07/2024         | 740                   | 7,6%                                                              | 5,0%                                                              | 3,9%                                                              | 6,1%                                                              | -                                                                 | 4,1%                                                              | 6,6%                                                              | 6,6%                                                              | 66,6%                                                             | 1,5%                                                              |       |       |       |       |       |      |      |      |
| Fonte                                               | Data(s) conduzidas    | Amostragem            | Manente Cidadania                                                 | Morando UNIÃO                                                     | Fernando PT                                                       | Lima PODE                                                         | Donizete PSTU                                                     | Outros                                                            | Branco Nulo                                                       | NS/NR                                                             | Vantagem                                                          | Vantagem                                                          |       |       |       |       |       |      |      |      |
| Fonte                                               | Data(s) conduzidas    | Amostragem            |                                                                   |                                                                   |                                                                   |                                                                   |                                                                   | Outros                                                            | Branco Nulo                                                       | NS/NR                                                             | Vantagem                                                          | Vantagem                                                          |       |       |       |       |       |      |      |      |
| Instituto Ver (SP-03191/2024)                       | 27-29/07/2024         | 800                   | Cenário espontâneo                                                | Cenário espontâneo                                                | Cenário espontâneo                                                | Cenário espontâneo                                                | Cenário espontâneo                                                | Cenário espontâneo                                                | Cenário espontâneo                                                | Cenário espontâneo                                                | Cenário espontâneo                                                | Cenário espontâneo                                                |       |       |       |       |       |      |      |      |
| Instituto Ver (SP-03191/2024)                       | 27-29/07/2024         | 800                   | 20%                                                               | 11%                                                               | 10%                                                               | 10%                                                               |                                                                   | 4%                                                                | 9%                                                                | 35%                                                               | 9%                                                                | 9%                                                                |       |       |       |       |       |      |      |      |
| Instituto Ver (SP-03191/2024)                       | 27-29/07/2024         | 800                   | Cenário estimulado Votos totais                                   |                                                                   |                                                                   |                                                                   |                                                                   |                                                                   |                                                                   |                                                                   |                                                                   |                                                                   |       |       |       |       |       |      |      |      |
| Instituto Ver (SP-03191/2024)                       | 27-29/07/2024         | 800                   | 28%                                                               | 16%                                                               | 17%                                                               | 15%                                                               | 0%                                                                | 3%                                                                | 8%                                                                | 13                                                                | 12%                                                               | 12%                                                               |       |       |       |       |       |      |      |      |
| Instituto Ver (SP-03191/2024)                       | 27-29/07/2024         | 800                   | Cenário estimulado Votos válidos                                  |                                                                   |                                                                   |                                                                   |                                                                   |                                                                   |                                                                   |                                                                   |                                                                   |                                                                   |       |       |       |       |       |      |      |      |
| Instituto Ver (SP-03191/2024)                       | 27-29/07/2024         | 800                   | 35%                                                               | 20%                                                               | 21%                                                               | 19%                                                               | 1%                                                                | 3%                                                                |                                                                   |                                                                   | 14%                                                               | 14%                                                               |       |       |       |       |       |      |      |      |
| 26 de julho de 2024                                 | 26 de julho de 2024   | 26 de julho de 2024   | Rafael Demarchi (NOVO), retira sua pré-candidatura.               | Rafael Demarchi (NOVO), retira sua pré-candidatura.               | Rafael Demarchi (NOVO), retira sua pré-candidatura.               | Rafael Demarchi (NOVO), retira sua pré-candidatura.               | Rafael Demarchi (NOVO), retira sua pré-candidatura.               | Rafael Demarchi (NOVO), retira sua pré-candidatura.               | Rafael Demarchi (NOVO), retira sua pré-candidatura.               | Rafael Demarchi (NOVO), retira sua pré-candidatura.               | Rafael Demarchi (NOVO), retira sua pré-candidatura.               | Rafael Demarchi (NOVO), retira sua pré-candidatura.               |       |       |       |       |       |      |      |      |
| Fonte                                               | Data(s) conduzidas    | Amostragem            | Manente Cidadania                                                 | Fernando PT                                                       | Lima PODE                                                         | Morando UNIÃO                                                     | Demarchi NOVO                                                     | Ninguém Branco Nulo                                               | Ninguém Branco Nulo                                               | NS/NR                                                             | Vantagem                                                          | Vantagem                                                          |       |       |       |       |       |      |      |      |
| Fonte                                               | Data(s) conduzidas    | Amostragem            |                                                                   |                                                                   |                                                                   |                                                                   |                                                                   | Ninguém Branco Nulo                                               | Ninguém Branco Nulo                                               | NS/NR                                                             | Vantagem                                                          | Vantagem                                                          |       |       |       |       |       |      |      |      |
| Instituto Vox Populi (SP-00323/2024)                | 10-13/07/2024         | 600                   | 25%                                                               | 19%                                                               | 16%                                                               | 12%                                                               | 3%                                                                | 14%                                                               | 14%                                                               | 11%                                                               | 6%                                                                | 6%                                                                |       |       |       |       |       |      |      |      |
| Instituto Vox Populi (SP-00323/2024)                | 10-13/07/2024         | 600                   | 26%                                                               | 22%                                                               | 16%                                                               | 12%                                                               | -                                                                 | 13%                                                               | 13%                                                               | 11%                                                               | 4%                                                                | 4%                                                                |       |       |       |       |       |      |      |      |
| Fonte                                               | Data(s) conduzidas    | Amostragem            | Manente Cidadania                                                 | Morando UNIÃO                                                     | Fernando PT                                                       | Lima PODE                                                         | Demarchi NOVO                                                     | Donizete PSTU                                                     | Outros                                                            | Branco Nulo                                                       | NS/NR                                                             | Vantagem                                                          |       |       |       |       |       |      |      |      |
| Fonte                                               | Data(s) conduzidas    | Amostragem            |                                                                   |                                                                   |                                                                   |                                                                   |                                                                   |                                                                   | Outros                                                            | Branco Nulo                                                       | NS/NR                                                             | Vantagem                                                          |       |       |       |       |       |      |      |      |
| Real Time Big Data (SP-01137/2024)                  | 08-09/07/2024         | 1000                  | Cenário espontâneo                                                | Cenário espontâneo                                                | Cenário espontâneo                                                | Cenário espontâneo                                                | Cenário espontâneo                                                | Cenário espontâneo                                                | Cenário espontâneo                                                | Cenário espontâneo                                                | Cenário espontâneo                                                | Cenário espontâneo                                                |       |       |       |       |       |      |      |      |
| Real Time Big Data (SP-01137/2024)                  | 08-09/07/2024         | 1000                  | 9%                                                                | 3%                                                                | 3%                                                                | 3%                                                                | 1%                                                                |                                                                   | 16%                                                               | 15%                                                               | 50%                                                               |                                                                   |       |       |       |       |       |      |      |      |
| Real Time Big Data (SP-01137/2024)                  | 08-09/07/2024         | 1000                  | Cenário estimulado                                                |                                                                   |                                                                   |                                                                   |                                                                   |                                                                   |                                                                   |                                                                   |                                                                   |                                                                   |       |       |       |       |       |      |      |      |
| Real Time Big Data (SP-01137/2024)                  | 08-09/07/2024         | 1000                  | 27%                                                               | 23%                                                               | 16%                                                               | 15%                                                               | 2%                                                                | 0%                                                                |                                                                   | 9%                                                                | 8%                                                                | 4%                                                                |       |       |       |       |       |      |      |      |
| Fonte                                               | Data(s) conduzidas    | Amostragem            | Lima PODE                                                         | Manente Cidadania                                                 | Fernando PT                                                       | Morando UNIÃO                                                     | Demarchi NOVO                                                     | Indec.                                                            | Indec.                                                            | Nulo                                                              | Vantagem                                                          | Vantagem                                                          |       |       |       |       |       |      |      |      |
| Fonte                                               | Data(s) conduzidas    | Amostragem            |                                                                   |                                                                   |                                                                   |                                                                   |                                                                   | Indec.                                                            | Indec.                                                            | Nulo                                                              | Vantagem                                                          | Vantagem                                                          |       |       |       |       |       |      |      |      |
| ASN Pesquisas Publicas LTDA. (SP-05784/2024)        | 26-28/06/2024         | 800                   | 27%                                                               | 23%                                                               | 11%                                                               | 10%                                                               | 4%                                                                | 14%                                                               | 14%                                                               | 11%                                                               | 4%                                                                | 4%                                                                |       |       |       |       |       |      |      |      |
| Fonte                                               | Data(s) conduzidas    | Amostragem            | Lima PODE                                                         | Manente Cidadania                                                 | Fernando PT                                                       | Morando UNIÃO                                                     | Demarchi NOVO                                                     | Outros                                                            | Outros                                                            | Indec.                                                            | Nulo                                                              | Vantagem                                                          |       |       |       |       |       |      |      |      |
| Fonte                                               | Data(s) conduzidas    | Amostragem            |                                                                   |                                                                   |                                                                   |                                                                   |                                                                   | Outros                                                            | Outros                                                            | Indec.                                                            | Nulo                                                              | Vantagem                                                          |       |       |       |       |       |      |      |      |
| ASN Pesquisas Publicas LTDA. (SP-01629/2024)        | 01-02/06/2024         | 800                   | 26%                                                               | 25%                                                               | 13%                                                               | 8%                                                                | 6%                                                                | 1%                                                                | 1%                                                                | 9%                                                                | 12%                                                               | 1%                                                                |       |       |       |       |       |      |      |      |
| ASN Pesquisas Publicas LTDA. (SP-01629/2024)        | 01-02/06/2024         | 800                   | Cenário espontâneo                                                |                                                                   |                                                                   |                                                                   |                                                                   |                                                                   |                                                                   |                                                                   |                                                                   |                                                                   |       |       |       |       |       |      |      |      |
| ASN Pesquisas Publicas LTDA. (SP-01629/2024)        | 01-02/06/2024         | 800                   | 10%                                                               | 9%                                                                | 3%                                                                | 1%                                                                | -                                                                 | 14%                                                               | 14%                                                               | 47%                                                               | 16%                                                               | 1%                                                                |       |       |       |       |       |      |      |      |
| Fonte                                               | Data(s) conduzidas    | Amostragem            | Manente Cidadania                                                 | Morando UNIÃO                                                     | Fernando PT                                                       | Lima PODE                                                         | Demarchi NOVO                                                     | Outros                                                            | Não sabe                                                          | Nulo. Branco.                                                     | Vantagem                                                          | Vantagem                                                          |       |       |       |       |       |      |      |      |
| Fonte                                               | Data(s) conduzidas    | Amostragem            |                                                                   |                                                                   |                                                                   |                                                                   |                                                                   | Outros                                                            | Não sabe                                                          | Nulo. Branco.                                                     | Vantagem                                                          | Vantagem                                                          |       |       |       |       |       |      |      |      |
| SEBRAM Pesquisas. (SP-07874/2024)                   | 24-27/05/2024         | 705                   | 21,84%                                                            | 20,14%                                                            | 10,07%                                                            | 9,65%                                                             | 3,83%                                                             | -                                                                 | 24,54%                                                            | 9,93%                                                             | 1,7%                                                              | 1,7%                                                              |       |       |       |       |       |      |      |      |
| SEBRAM Pesquisas. (SP-07874/2024)                   | 24-27/05/2024         | 705                   | Cenário espontâneo                                                |                                                                   |                                                                   |                                                                   |                                                                   |                                                                   |                                                                   |                                                                   |                                                                   |                                                                   |       |       |       |       |       |      |      |      |
| SEBRAM Pesquisas. (SP-07874/2024)                   | 24-27/05/2024         | 705                   | 4,68%                                                             | 4,68%                                                             | -                                                                 | 2,41%                                                             | 0,28%                                                             | 13,33%                                                            | 74,61%                                                            | 74,61%                                                            | -                                                                 | -                                                                 |       |       |       |       |       |      |      |      |
| Fonte                                               | Data(s) conduzidas    | Amostragem            | Manente Cidadania                                                 | Morando UNIÃO                                                     | Lima PODE                                                         | Fernando PT                                                       | Demarchi NOVO                                                     | Donizete PSTU                                                     | Outros                                                            | Ninguém/Branco/Nulo                                               | Não sabe/Não respondeu                                            | Vantagem                                                          |       |       |       |       |       |      |      |      |
| Fonte                                               | Data(s) conduzidas    | Amostragem            |                                                                   |                                                                   |                                                                   |                                                                   |                                                                   |                                                                   | Outros                                                            | Ninguém/Branco/Nulo                                               | Não sabe/Não respondeu                                            | Vantagem                                                          |       |       |       |       |       |      |      |      |
| Paraná Pesquisas (SP-02825/2024)                    | 21-26/05/2024         | 800                   | 31,8%                                                             | 17,4%                                                             | 17%                                                               | 12,9%                                                             | 6,1%                                                              | 0,3%                                                              | -                                                                 | 7,9%                                                              | 6,8%                                                              | 14,4%                                                             |       |       |       |       |       |      |      |      |
| Paraná Pesquisas (SP-02825/2024)                    | 21-26/05/2024         | 800                   | 34%                                                               | 18,5%                                                             | 18,1%                                                             | 13,4%                                                             | -                                                                 | 0,5%                                                              | -                                                                 | 9,4%                                                              | 6,1%                                                              | 15,5%                                                             |       |       |       |       |       |      |      |      |
| Paraná Pesquisas (SP-02825/2024)                    | 21-26/05/2024         | 800                   | Cenário espontâneo                                                |                                                                   |                                                                   |                                                                   |                                                                   |                                                                   |                                                                   |                                                                   |                                                                   |                                                                   |       |       |       |       |       |      |      |      |
| Paraná Pesquisas (SP-02825/2024)                    | 21-26/05/2024         | 800                   | 4,5%                                                              | 1,4%                                                              | 3%                                                                | 3,4%                                                              | 0,4%                                                              | -                                                                 | 8%                                                                | 6,6%                                                              | 72,8%                                                             | -                                                                 |       |       |       |       |       |      |      |      |
| 6 de abril de 2024                                  | 6 de abril de 2024    | 6 de abril de 2024    | Jefferson Magno migra ao PRTB e cancela sua pré-candidatura.      | Jefferson Magno migra ao PRTB e cancela sua pré-candidatura.      | Jefferson Magno migra ao PRTB e cancela sua pré-candidatura.      | Jefferson Magno migra ao PRTB e cancela sua pré-candidatura.      | Jefferson Magno migra ao PRTB e cancela sua pré-candidatura.      | Jefferson Magno migra ao PRTB e cancela sua pré-candidatura.      | Jefferson Magno migra ao PRTB e cancela sua pré-candidatura.      | Jefferson Magno migra ao PRTB e cancela sua pré-candidatura.      | Jefferson Magno migra ao PRTB e cancela sua pré-candidatura.      | Jefferson Magno migra ao PRTB e cancela sua pré-candidatura.      |       |       |       |       |       |      |      |      |
| 4 de abril de 2024                                  | 4 de abril de 2024    | 4 de abril de 2024    | Marcelo Lima migra ao PODE, oficializando sua pré-candidatura.    | Marcelo Lima migra ao PODE, oficializando sua pré-candidatura.    | Marcelo Lima migra ao PODE, oficializando sua pré-candidatura.    | Marcelo Lima migra ao PODE, oficializando sua pré-candidatura.    | Marcelo Lima migra ao PODE, oficializando sua pré-candidatura.    | Marcelo Lima migra ao PODE, oficializando sua pré-candidatura.    | Marcelo Lima migra ao PODE, oficializando sua pré-candidatura.    | Marcelo Lima migra ao PODE, oficializando sua pré-candidatura.    | Marcelo Lima migra ao PODE, oficializando sua pré-candidatura.    | Marcelo Lima migra ao PODE, oficializando sua pré-candidatura.    |       |       |       |       |       |      |      |      |
| 3 de abril de 2024                                  | 3 de abril de 2024    | 3 de abril de 2024    | Flávia Morando (UNIÃO), anuncia sua pré-candidatura.              | Flávia Morando (UNIÃO), anuncia sua pré-candidatura.              | Flávia Morando (UNIÃO), anuncia sua pré-candidatura.              | Flávia Morando (UNIÃO), anuncia sua pré-candidatura.              | Flávia Morando (UNIÃO), anuncia sua pré-candidatura.              | Flávia Morando (UNIÃO), anuncia sua pré-candidatura.              | Flávia Morando (UNIÃO), anuncia sua pré-candidatura.              | Flávia Morando (UNIÃO), anuncia sua pré-candidatura.              | Flávia Morando (UNIÃO), anuncia sua pré-candidatura.              | Flávia Morando (UNIÃO), anuncia sua pré-candidatura.              |       |       |       |       |       |      |      |      |
| 16 de março de 2024                                 | 16 de março de 2024   | 16 de março de 2024   | Cláudio Donizete (PSTU), anuncia sua pré-candidatura.             | Cláudio Donizete (PSTU), anuncia sua pré-candidatura.             | Cláudio Donizete (PSTU), anuncia sua pré-candidatura.             | Cláudio Donizete (PSTU), anuncia sua pré-candidatura.             | Cláudio Donizete (PSTU), anuncia sua pré-candidatura.             | Cláudio Donizete (PSTU), anuncia sua pré-candidatura.             | Cláudio Donizete (PSTU), anuncia sua pré-candidatura.             | Cláudio Donizete (PSTU), anuncia sua pré-candidatura.             | Cláudio Donizete (PSTU), anuncia sua pré-candidatura.             | Cláudio Donizete (PSTU), anuncia sua pré-candidatura.             |       |       |       |       |       |      |      |      |
| 8 de março de 2024                                  | 8 de março de 2024    | 8 de março de 2024    | Rafael Demarchi (NOVO), oficializa sua pré-candidatura.           | Rafael Demarchi (NOVO), oficializa sua pré-candidatura.           | Rafael Demarchi (NOVO), oficializa sua pré-candidatura.           | Rafael Demarchi (NOVO), oficializa sua pré-candidatura.           | Rafael Demarchi (NOVO), oficializa sua pré-candidatura.           | Rafael Demarchi (NOVO), oficializa sua pré-candidatura.           | Rafael Demarchi (NOVO), oficializa sua pré-candidatura.           | Rafael Demarchi (NOVO), oficializa sua pré-candidatura.           | Rafael Demarchi (NOVO), oficializa sua pré-candidatura.           | Rafael Demarchi (NOVO), oficializa sua pré-candidatura.           |       |       |       |       |       |      |      |      |
| Fonte                                               | Data(s) conduzidas    | Amostragem            | Manente Cidadania                                                 | Lima PSB                                                          | Fernando PT                                                       | Fuzari PODE                                                       | Demarchi NOVO                                                     | Magno PRD                                                         | Outros                                                            | Ninguém/Branco/Nulo                                               | Não sabe/Não respondeu                                            | Vantagem                                                          |       |       |       |       |       |      |      |      |
| Fonte                                               | Data(s) conduzidas    | Amostragem            |                                                                   |                                                                   |                                                                   |                                                                   |                                                                   |                                                                   | Outros                                                            | Ninguém/Branco/Nulo                                               | Não sabe/Não respondeu                                            | Vantagem                                                          |       |       |       |       |       |      |      |      |
| Paraná Pesquisas (SP-01969/2024)                    | 26-31/01/2024         | 740                   | 37%                                                               | 21,8%                                                             | 9,9%                                                              | 6,9%                                                              | 4,5%                                                              | 0,4%                                                              | -                                                                 | 13,0%                                                             | 6,6%                                                              | 15,2%                                                             |       |       |       |       |       |      |      |      |
| Paraná Pesquisas (SP-01969/2024)                    | 26-31/01/2024         | 740                   | 41,2%                                                             | 25%                                                               | 12%                                                               | -                                                                 | -                                                                 | -                                                                 | -                                                                 | -                                                                 | -                                                                 | 16,2%                                                             |       |       |       |       |       |      |      |      |
| Paraná Pesquisas (SP-01969/2024)                    | 26-31/01/2024         | 740                   | Cenário espontâneo                                                |                                                                   |                                                                   |                                                                   |                                                                   |                                                                   |                                                                   |                                                                   |                                                                   |                                                                   |       |       |       |       |       |      |      |      |
| Paraná Pesquisas (SP-01969/2024)                    | 26-31/01/2024         | 740                   | 3,9%                                                              | 1,6%                                                              | 1,4%                                                              | -                                                                 | 0,1%                                                              | -                                                                 | 10,6%                                                             | 5,8%                                                              | 76,5%                                                             | -                                                                 |       |       |       |       |       |      |      |      |
| janeiro de 2024                                     | janeiro de 2024       | janeiro de 2024       | Rafael Demarchi migra ao NOVO.                                    | Rafael Demarchi migra ao NOVO.                                    | Rafael Demarchi migra ao NOVO.                                    | Rafael Demarchi migra ao NOVO.                                    | Rafael Demarchi migra ao NOVO.                                    | Rafael Demarchi migra ao NOVO.                                    | Rafael Demarchi migra ao NOVO.                                    | Rafael Demarchi migra ao NOVO.                                    | Rafael Demarchi migra ao NOVO.                                    | Rafael Demarchi migra ao NOVO.                                    |       |       |       |       |       |      |      |      |
| Fonte                                               | Data(s) conduzidas    | Amostragem            | Manente Cidadania                                                 | Fernando PT                                                       | Lima PSB                                                          | Demarchi UNIÃO                                                    | Branco/Nulo                                                       | Branco/Nulo                                                       | Branco/Nulo                                                       | Não sabe                                                          | Vantagem                                                          | Vantagem                                                          |       |       |       |       |       |      |      |      |
| Fonte                                               | Data(s) conduzidas    | Amostragem            |                                                                   |                                                                   |                                                                   |                                                                   | Branco/Nulo                                                       | Branco/Nulo                                                       | Branco/Nulo                                                       | Não sabe                                                          | Vantagem                                                          | Vantagem                                                          |       |       |       |       |       |      |      |      |
| ABC Dados                                           | 18/12/2023            | 400                   | 29%                                                               | 17%                                                               | 17%                                                               | 16%                                                               | 4%                                                                | 4%                                                                | 4%                                                                | 17%                                                               | 12%                                                               | 12%                                                               |       |       |       |       |       |      |      |      |
| 7 de novembro de 2023                               | 7 de novembro de 2023 | 7 de novembro de 2023 | Marcelo Lima tem seu mandato de deputado federal cassado.         | Marcelo Lima tem seu mandato de deputado federal cassado.         | Marcelo Lima tem seu mandato de deputado federal cassado.         | Marcelo Lima tem seu mandato de deputado federal cassado.         | Marcelo Lima tem seu mandato de deputado federal cassado.         | Marcelo Lima tem seu mandato de deputado federal cassado.         | Marcelo Lima tem seu mandato de deputado federal cassado.         | Marcelo Lima tem seu mandato de deputado federal cassado.         | Marcelo Lima tem seu mandato de deputado federal cassado.         | Marcelo Lima tem seu mandato de deputado federal cassado.         |       |       |       |       |       |      |      |      |
| 18 de outubro de 2023                               | 18 de outubro de 2023 | 18 de outubro de 2023 | Jefferson Magno migra ao PTB (atual PRD).                         | Jefferson Magno migra ao PTB (atual PRD).                         | Jefferson Magno migra ao PTB (atual PRD).                         | Jefferson Magno migra ao PTB (atual PRD).                         | Jefferson Magno migra ao PTB (atual PRD).                         | Jefferson Magno migra ao PTB (atual PRD).                         | Jefferson Magno migra ao PTB (atual PRD).                         | Jefferson Magno migra ao PTB (atual PRD).                         | Jefferson Magno migra ao PTB (atual PRD).                         | Jefferson Magno migra ao PTB (atual PRD).                         |       |       |       |       |       |      |      |      |
| Fonte                                               | Data(s) conduzidas    | Amostragem            | Manente Cidadania                                                 | Lima PSB                                                          | Fernando PT                                                       | Demarchi UNIÃO                                                    | Magno PDT                                                         | Outros                                                            | Outros                                                            | Nenhum/Branco/Nulo                                                | Não sabe/Não respondeu                                            | Vantagem                                                          |       |       |       |       |       |      |      |      |
| Fonte                                               | Data(s) conduzidas    | Amostragem            |                                                                   |                                                                   |                                                                   |                                                                   |                                                                   | Outros                                                            | Outros                                                            | Nenhum/Branco/Nulo                                                | Não sabe/Não respondeu                                            | Vantagem                                                          |       |       |       |       |       |      |      |      |
| Paraná Pesquisas                                    | 31/08-3/09/2023       | 719                   | 35,9%                                                             | 22,1%                                                             | 11,5%                                                             | 8,1%                                                              | 1,1%                                                              | -                                                                 | -                                                                 | 14%                                                               | 7,2%                                                              | 13,8%                                                             |       |       |       |       |       |      |      |      |
| Paraná Pesquisas                                    | 31/08-3/09/2023       | 719                   | 38,7%                                                             | 26,1%                                                             | 12,5%                                                             | -                                                                 | -                                                                 | -                                                                 | -                                                                 | 15,3%                                                             | 7,4%                                                              | 12,6%                                                             |       |       |       |       |       |      |      |      |
| Paraná Pesquisas                                    | 31/08-3/09/2023       | 719                   | Cenário espontâneo                                                |                                                                   |                                                                   |                                                                   |                                                                   |                                                                   |                                                                   |                                                                   |                                                                   |                                                                   |       |       |       |       |       |      |      |      |
| Paraná Pesquisas                                    | 31/08-3/09/2023       | 719                   | 3,1%                                                              | 1,3%                                                              | 1,1%                                                              | 0,1%                                                              | -                                                                 | 17%                                                               | 17%                                                               | 6,8%                                                              | 70,7%                                                             | -                                                                 |       |       |       |       |       |      |      |      |
| 8 de julho de 2023                                  | 8 de julho de 2023    | 8 de julho de 2023    | FE Brasil oficializa a pré-candidatura de Luiz Fernando Teixeira. | FE Brasil oficializa a pré-candidatura de Luiz Fernando Teixeira. | FE Brasil oficializa a pré-candidatura de Luiz Fernando Teixeira. | FE Brasil oficializa a pré-candidatura de Luiz Fernando Teixeira. | FE Brasil oficializa a pré-candidatura de Luiz Fernando Teixeira. | FE Brasil oficializa a pré-candidatura de Luiz Fernando Teixeira. | FE Brasil oficializa a pré-candidatura de Luiz Fernando Teixeira. | FE Brasil oficializa a pré-candidatura de Luiz Fernando Teixeira. | FE Brasil oficializa a pré-candidatura de Luiz Fernando Teixeira. | FE Brasil oficializa a pré-candidatura de Luiz Fernando Teixeira. |       |       |       |       |       |      |      |      |
| junho de 2023                                       | junho de 2023         | junho de 2023         | PDT anuncia a pré-candidatura de Jefferson Magno.                 | PDT anuncia a pré-candidatura de Jefferson Magno.                 | PDT anuncia a pré-candidatura de Jefferson Magno.                 | PDT anuncia a pré-candidatura de Jefferson Magno.                 | PDT anuncia a pré-candidatura de Jefferson Magno.                 | PDT anuncia a pré-candidatura de Jefferson Magno.                 | PDT anuncia a pré-candidatura de Jefferson Magno.                 | PDT anuncia a pré-candidatura de Jefferson Magno.                 | PDT anuncia a pré-candidatura de Jefferson Magno.                 | PDT anuncia a pré-candidatura de Jefferson Magno.                 |       |       |       |       |       |      |      |      |
| 16 de maio de 2023                                  | 16 de maio de 2023    | 16 de maio de 2023    | Marcelo Lima migra ao PSB.                                        | Marcelo Lima migra ao PSB.                                        | Marcelo Lima migra ao PSB.                                        | Marcelo Lima migra ao PSB.                                        | Marcelo Lima migra ao PSB.                                        | Marcelo Lima migra ao PSB.                                        | Marcelo Lima migra ao PSB.                                        | Marcelo Lima migra ao PSB.                                        | Marcelo Lima migra ao PSB.                                        | Marcelo Lima migra ao PSB.                                        |       |       |       |       |       |      |      |      |
| Fonte                                               | Data(s) conduzidas    | Amostragem            | Manente Cidadania                                                 | Lima Solidariedade                                                | Fuzari PSC                                                        | Fernando PT                                                       | Demarchi UNIÃO                                                    | Outros                                                            | Outros                                                            | Indec.                                                            | Branco Nulo Nenhum                                                | Vantagem                                                          |       |       |       |       |       |      |      |      |
| Fonte                                               | Data(s) conduzidas    | Amostragem            |                                                                   |                                                                   |                                                                   |                                                                   |                                                                   | Outros                                                            | Outros                                                            | Indec.                                                            | Branco Nulo Nenhum                                                | Vantagem                                                          |       |       |       |       |       |      |      |      |
| Paraná Pesquisas                                    | 23-27/02/2023         | 692                   | 33,1%                                                             | 16,9%                                                             | 9,8%                                                              | 8,2%                                                              | 4,6%                                                              | 1,9%                                                              | 1,9%                                                              | 8,5%                                                              | 16,9%                                                             | 16,2%                                                             |       |       |       |       |       |      |      |      |
| Paraná Pesquisas                                    | 23-27/02/2023         | 692                   | -                                                                 | 27,7%                                                             | 15,3%                                                             | 11,3%                                                             | 10%                                                               | 3,8%                                                              | 3,8%                                                              | 10,3%                                                             | 21,7%                                                             | 12,4%                                                             |       |       |       |       |       |      |      |      |
| Paraná Pesquisas                                    | 23-27/02/2023         | 692                   | Cenário espontâneo                                                |                                                                   |                                                                   |                                                                   |                                                                   |                                                                   |                                                                   |                                                                   |                                                                   |                                                                   |       |       |       |       |       |      |      |      |
| Paraná Pesquisas                                    | 23-27/02/2023         | 692                   | 2,7%                                                              | 0,4%                                                              | 0,4%                                                              | 0,4%                                                              | 0,4%                                                              | 18,2%                                                             | 18,2%                                                             | -                                                                 | -                                                                 | -                                                                 |       |       |       |       |       |      |      |      |

Segundo turno especulado
Estes são os cenários hipotéticos de segundo turno entre os candidatos:
Alex Manente e Luiz Fernando
| Fonte     | Data(s) conduzida(s) | Amostragem | Manente Cidadania | Fernando PT  | Nulo | Indec. | Vantagem | Ref.    |     |        |        |       |       |       |         |
| --------- | -------------------- | ---------- | ----------------- | ------------ | ---- | ------ | -------- | ------- | --- | ------ | ------ | ----- | ----- | ----- | ------- |
| Fonte     | Data(s) conduzida(s) | Amostragem | Sebram Pesquisas  | 1-2/Out/2024 | Nulo | Indec. | Vantagem | Ref.    | 800 | 25,06% | 21,20% | 7,36% | 7,61% | 3,86% | [ 139 ] |
| Opinadata | 17-20/Set/2024       | 600        | 51%               | 27%          | —    | —      | 24%      | [ 150 ] |     |        |        |       |       |       |         |

Luiz Fernando e Flávia Morando
| Fonte | Data(s) conduzida(s) | Amostragem | Fernando PT      | Morando UNIÃO | Nulo | Indec. | Vantagem | Ref. |     |        |        |       |       |       |         |
| ----- | -------------------- | ---------- | ---------------- | ------------- | ---- | ------ | -------- | ---- | --- | ------ | ------ | ----- | ----- | ----- | ------- |
| Fonte | Data(s) conduzida(s) | Amostragem | Sebram Pesquisas | 1-2/Out/2024  | Nulo | Indec. | Vantagem | Ref. | 800 | 21,20% | 17,83% | 7,36% | 7,61% | 3,37% | [ 139 ] |

Luiz Fernando e Marcelo Lima
| Fonte | Data(s) conduzida(s) | Amostragem | Fernando PT      | Lima PODE    | Nulo | Indec. | Vantagem | Ref. |     |        |        |       |       |       |         |
| ----- | -------------------- | ---------- | ---------------- | ------------ | ---- | ------ | -------- | ---- | --- | ------ | ------ | ----- | ----- | ----- | ------- |
| Fonte | Data(s) conduzida(s) | Amostragem | Sebram Pesquisas | 1-2/Out/2024 | Nulo | Indec. | Vantagem | Ref. | 800 | 21,20% | 19,08% | 7,36% | 7,61% | 2,12% | [ 139 ] |

Luiz Fernando e Claudio Donizete
| Fonte | Data(s) conduzida(s) | Amostragem | Fernando PT      | Donizete PSTU | Nulo | Indec. | Vantagem | Ref. |     |        |      |       |       |        |         |
| ----- | -------------------- | ---------- | ---------------- | ------------- | ---- | ------ | -------- | ---- | --- | ------ | ---- | ----- | ----- | ------ | ------- |
| Fonte | Data(s) conduzida(s) | Amostragem | Sebram Pesquisas | 1-2/Out/2024  | Nulo | Indec. | Vantagem | Ref. | 800 | 21,20% | 1,87 | 7,36% | 7,61% | 19,33% | [ 139 ] |

### Pesquisas não divulgadas
Pesquisas cadastradas no TSE, mas ainda não divulgadas:
| Identificação | Agência                                          | Data de registro | Publicação prevista |
| ------------- | ------------------------------------------------ | ---------------- | ------------------- |
| 2º turno      |                                                  |                  |                     |
| SP-09786/2024 | ASN Pesquisas Publicas                           | 20/10/2024       | 26/10/2024          |
| 1º turno      |                                                  |                  |                     |
| SP-06532/2024 | Quanti.Lab                                       | 28/09/2024       | 04/10/2024          |
| SP-07134/2024 | Quanti Lab                                       | 23/09/2024       | 29/09/2024          |
| SP-07660/2024 | ASN Pesquisas Públicas Divulgado, mas incompleto | 28/07/2024       | 03/08/2024          |
| SP-00351/2024 | ASN Pesquisas Publicas                           | 23/04/2024       | 29/05/2024          |

## Rejeição

### Segundo turno
| Fonte            | Data(s) conduzidas | Amostragem | Marcelo Lima (PODE)      | Alex Manente (Cidadania) |                     |                        |
| ---------------- | ------------------ | ---------- | ------------------------ | ------------------------ | ------------------- | ---------------------- |
| Sebram Pesquisas | 22-23/10/2024      | 800        | 49%                      | 27%                      |                     |                        |
| Fonte            | Data(s) conduzidas | Amostragem | Alex Manente (Cidadania) | Marcelo Lima (PODE)      | Não rejeita nenhum  | Não soube responder    |
| Vox Brasil       | 21-22/10/2024      | 850        | 45,4%                    | 26,2%                    | 13,8%               | 14,6%                  |
| Fonte            | Data(s) conduzidas | Amostragem | Alex Manente (Cidadania) | Marcelo Lima (PODE)      | Votaria nos dois    | Não sabe/Não respondeu |
| Paraná Pesquisas | 19-22/10/2024      | 710        | 47,9%                    | 38,5%                    | 11%                 | 6,3%                   |
| Fonte            | Data(s) conduzidas | Amostragem | Marcelo Lima (PODE)      | Alex Manente (Cidadania) | Branco/Nulo         | Não opinou             |
| Sebram Pesquisas | 14-15/10/2024      | 800        | 20,47%                   | 17,51%                   | 14,30%              | 47,72%                 |
| Fonte            | Data(s) conduzidas | Amostragem | Alex Manente (Cidadania) | Marcelo Lima (PODE)      | Não rejeita nenhum  | Não sabe               |
| Vox Brasil       | 09-10/10/2024      | 850        | 42,8%                    | 29,4%                    | 13,3%               | 14,5%                  |
| Fonte            | Data(s) conduzidas | Amostragem | Marcelo Lima (PODE)      | Alex Manente (Cidadania) | Não respondeu       | Branco/Nulo            |
| Sebram Pesquisas | 8-10/10/2024       | 800        | 14,75%                   | 13,50%                   | 59,38%              | 12,38%                 |
| Fonte            | Data(s) conduzidas | Amostragem | Alex Manente (Cidadania) | Marcelo Lima (PODE)      | Marcelo Lima (PODE) | Marcelo Lima (PODE)    |
| Paraná Pesquisas | 07-10/10/2024      | 710        | 35,2%                    | 32,8%                    | 32,8%               | 32,8%                  |

### Primeiro turno
| Fonte                                 | Data(s) conduzidas | Amostragem | Claudio Donizete (PSTU)  | Luiz Fernando (PT)       | Alex Manente (Cidadania) | Marcelo Lima (PODE)      | Flávia Morando (UNIÃO)   | Flávia Morando (UNIÃO)    | Flávia Morando (UNIÃO)    |
| ------------------------------------- | ------------------ | ---------- | ------------------------ | ------------------------ | ------------------------ | ------------------------ | ------------------------ | ------------------------- | ------------------------- |
| Real Time Big Data                    | 1-2/10/2024        | 1000       | 55%                      | 51%                      | 42%                      | 37%                      | 36%                      | 36%                       | 36%                       |
| Fonte                                 | Data(s) conduzidas | Amostragem | Flávia Morando (UNIÃO)   | Luiz Fernando (PT)       | Alex Manente (Cidadania) | Marcelo Lima (PODE)      | Claudio Donizete (PSTU)  | Não rejeita nenhum        | Não rejeita nenhum        |
| Vox Opinião Pública                   | 29-30/09/2024      | 850        | 24,5%                    | 13,6%                    | 16,2%                    | 7,6%                     | 8,2%                     | 13,5%                     | 13,5%                     |
| Fonte                                 | Data(s) conduzidas | Amostragem | Luiz Fernando (PT)       | Flávia Morando (UNIÃO)   | Alex Manente (Cidadania) | Marcelo Lima (PODE)      | Claudio Donizete (PSTU)  | Votaria em todos          | Votaria em todos          |
| Paraná Pesquisas                      | 26-29/09/2024      | 800        | 32,4%                    | 30,4%                    | 21,8%                    | 20,8%                    | 14,8%                    | 3,5%                      | 3,5%                      |
| Fonte                                 | Data(s) conduzidas | Amostragem | Flávia Morando (UNIÃO)   | Luiz Fernando (PT)       | Alex Manente (Cidadania) | Marcelo Lima (PODE)      | Claudio Donizete (PSTU)  | Rejeita todos             | Não sabe                  |
| ABC Dados                             | 26-27/09/2024      | 800        | 24%                      | 22%                      | 13%                      | 12%                      | 8%                       | 4%                        | 7%                        |
| Fonte                                 | Data(s) conduzidas | Amostragem | Luiz Fernando (PT)       | Alex Manente (Cidadania) | Marcelo Lima (PODE)      | Flávia Morando (UNIÃO)   | Flávia Morando (UNIÃO)   | Flávia Morando (UNIÃO)    | Flávia Morando (UNIÃO)    |
| Real Time Big Data                    | 25-26/09/2024      | 1000       | 50%                      | 44%                      | 42%                      | 34%                      | 34%                      | 34%                       | 34%                       |
| Fonte                                 | Data(s) conduzidas | Amostragem | Luiz Fernando (PT)       | Flávia Morando (UNIÃO)   | Alex Manente (Cidadania) | Claudio Donizete (PSTU)  | Marcelo Lima (PODE)      | Branco/Nulo               | Branco/Nulo               |
| Sebram Pesquisas                      | 21-22/09/2024      | 803        | 11,96%                   | 10,59%                   | 6,72%                    | 3,74%                    | 3,36%                    | 3,99%                     | 3,99%                     |
| Fonte                                 | Data(s) conduzidas | Amostragem | Flávia Morando (UNIÃO)   | Luiz Fernando (PT)       | Alex Manente (Cidadania) | Marcelo Lima (PODE)      | Claudio Donizete (PSTU)  | Não rejeita nenhum        | Não rejeita nenhum        |
| Vox Opinião Pública                   | 20-21/09/2024      | 850        | 40,2%                    | 24,5%                    | 17,3%                    | 8,5%                     | 3,4%                     | 2,8%                      | 2,8%                      |
| Fonte                                 | Data(s) conduzidas | Amostragem | Luiz Fernando (PT)       | Alex Manente (Cidadania) | Flávia Morando (UNIÃO)   | Flávia Morando (UNIÃO)   | Flávia Morando (UNIÃO)   | Flávia Morando (UNIÃO)    | Flávia Morando (UNIÃO)    |
| Real Time Big Data                    | 16-17/09/2024      | 1,000      | 48%                      | 44%                      | 29%                      | 29%                      | 29%                      | 29%                       | 29%                       |
| Fonte                                 | Data(s) conduzidas | Amostragem | Flávia Morando (UNIÃO)   | Luiz Fernando (PT)       | Alex Manente (Cidadania) | Marcelo Lima (PODE)      | Claudio Donizete (PSTU)  | Não rejeita nenhum        | Não rejeita nenhum        |
| VOX Opinião Pública                   | 9-10/09/2024       | 850        | 38,1%                    | 25,9%                    | 15,2%                    | 9,1%                     | 3,3%                     | 4,8%                      | 4,8%                      |
| Fonte                                 | Data(s) conduzidas | Amostragem | Flávia Morando (UNIÃO)   | Alex Manente (Cidadania) | Luiz Fernando (PT)       | Marcelo Lima (PODE)      | Claudio Donizete (PSTU)  | Poderia votar em todos    | Poderia votar em todos    |
| Paraná Pesquisas                      | 02-05/09/2024      | 800        | 31%                      | 23%                      | 22,6%                    | 15,5%                    | 14,4%                    | 6,5%                      | 6,5%                      |
| Fonte                                 | Data(s) conduzidas | Amostragem | Luiz Fernando (PT)       | Alex Manente (Cidadania) | Flávia Morando (UNIÃO)   | Flávia Morando (UNIÃO)   | Flávia Morando (UNIÃO)   | Flávia Morando (UNIÃO)    | Flávia Morando (UNIÃO)    |
| RealTime Big Data                     | 02-03/08/2024      | 1000       | 47%                      | 40%                      | 24%                      | 24%                      | 24%                      | 24%                       | 24%                       |
| Fonte                                 | Data(s) conduzidas | Amostragem | Alex Manente (Cidadania) | Flávia Morando (UNIÃO)   | Luiz Fernando (PT)       | Marcelo Lima (PODE)      | NS/NR                    | NS/NR                     | NS/NR                     |
| Intelligence Pesquisa (SP-09000/2024) | 19-30/07/2024      | 800        | 27%                      | 24%                      | 20%                      | 18%                      | 11%                      | 11%                       | 11%                       |
| Fonte                                 | Data(s) conduzidas | Amostragem | Flávia Morando (UNIÃO)   | Alex Manente (Cidadania) | Luiz Fernando (PT)       | Marcelo Lima (PODE)      | Claudio Donizete (PSTU)  | Outros                    | Outros                    |
| Paraná Pesquisas                      | 27-30/07/2024      | 740        | 25,5%                    | 24,2%                    | 19,7%                    | 15,3%                    | 12,7%                    | 15,3%                     | 15,3%                     |
| Fonte                                 | Data(s) conduzidas | Amostragem | Claudio Donizete (PSTU)  | Luiz Fernando (PT)       | Flávia Morando (UNIÃO)   | Marcelo Lima (PODE)      | Alex Manente (Cidadania) | Outros                    | Outros                    |
| Instituto Ver (SP-03191/2024)         | 27-29/07/2024      | 800        | 81%                      | 52%                      | 50%                      | 49%                      | 35%                      | 140%                      | 140%                      |
| Fonte                                 | Data(s) conduzidas | Amostragem | Luiz Fernando (PT)       | Flávia Morando (UNIÃO)   | Alex Manente (Cidadania) | Marcelo Lima (PODE)      | Rafael Demarchi (NOVO)   | Rafael Demarchi (NOVO)    | Rafael Demarchi (NOVO)    |
| Instituto Vox Populi                  | 10-13/07/2024      | 600        | 18%                      | 15%                      | 12%                      | 6%                       | 6%                       | 6%                        | 6%                        |
| Fonte                                 | Data(s) conduzidas | Amostragem | Luiz Fernando (PT)       | Claudio Donizete (PSTU)  | Rafael Demarchi (NOVO)   | Alex Manente (Cidadania) | Marcelo Lima (PODE)      | Flávia Morando (UNIÃO)    | Flávia Morando (UNIÃO)    |
| Real Time Big Data (SP-01137/2024)    | 08-09/07/2024      | 1000       | 45%                      | 43%                      | 40%                      | 40%                      | 39%                      | 24%                       | 24%                       |
| Fonte                                 | Data(s) conduzidas | Amostragem | Luiz Fernando (PT)       | Alex Manente (Cidadania) | Flávia Morando (UNIÃO)   | Marcelo Lima (PODE)      | Rafael Demarchi (NOVO)   | Rafael Demarchi (NOVO)    | Rafael Demarchi (NOVO)    |
| SEBRAM Pesquisas                      | 24-27/05/2024      | 705        | 12,91%                   | 11,35%                   | 6,10%                    | 5,11%                    | 3,40%                    | 3,40%                     | 3,40%                     |
| Fonte                                 | Data(s) conduzidas | Amostragem | Flávia Morando (UNIÃO)   | Alex Manente (Cidadania) | Luiz Fernando (PT)       | Marcelo Lima (PODE)      | Rafael Demarchi (NOVO)   | Claudio Donizete (PSTU)   | Claudio Donizete (PSTU)   |
| Paraná Pesquisas                      | 21-26/05/2024      | 800        | 26,3%                    | 24,6%                    | 19,1%                    | 16,4%                    | 16,4%                    | 13,9%                     | 13,9%                     |
| Fonte                                 | Data(s) conduzidas | Amostragem | Alex Manente (Cidadania) | Marcelo Lima (PSB)       | Luiz Fernando (PT)       | Julinho Fuzari (PODE)    | Jefferson Magno (PRD)    | Rafael Demarchi (NOVO)    | Rafael Demarchi (NOVO)    |
| Paraná Pesquisas                      | 26-31/01/2024      | 740        | 25,7%                    | 18%                      | 17,3%                    | 16,8%                    | 12,2%                    | 12,2%                     | 12,2%                     |
| Fonte                                 | Data(s) conduzidas | Amostragem | Marcelo Lima (PSB)       | Alex Manente (Cidadania) | Luiz Fernando (PT)       | Rafael Demarchi (UNIÃO)  | Jefferson Magno (PDT)    | Não sabem/não responderam | Não sabem/não responderam |
| Paraná Pesquisas                      | 31/08-03/09/2023   | 719        | 26,8%                    | 26,6%                    | 25,9%                    | 14,5%                    | 12,9%                    | 24,6%                     | 24,6%                     |

## Campanhas
A campanha do 1º turno começou no dia 16 de agosto de 2024. Em seu término, o Carlos Carvalho, escrevendo para o Repórter Diário, descreveu como Flávia Morando, candidata governista, foi alvo de críticias, mas que a campanha ficou entre os que defendem suas respectivas atuações na gestão de Orlando Morando, como Alex Manente e Marcelo Lima, e a oposição, sendo composta por Luiz Fernando e Claudio Donizete. Em uma reportagem seguinte, Carlos Carvalho descreve os movimentos dos candidatos durante o 1º turno: Alex Manente buscou se aliar a Jar Bolsonaro; Marcelo Lima buscou se apresentar como a continuidade da gestão Morando, apesar de não ter apoio do Paço; Flávia Morando buscou se apresentar como a legítima herdeira da gestão; Luiz Fernando buscou se apoiar tanto no presidente Lula e no seu vice, William Dib; e Claudio Donizete fez uma campanha ideológica, buscando defender ações que valeriam para qualquer município.

### Marcelo Lima (PODE)
1º turno

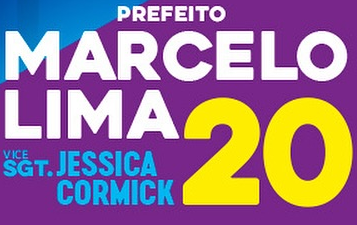
Logomarca do candidato Marcelo Lima

Marcelo Lima teve sua candidatura oficializada no dia 28 de julho de 2024, com a presença da deputada Renata Abreu e o ex-prefeito Aron Galante, sem, entretanto, anunciar seu companheiro de chapa. Antes da convenção, já tinha anunciado que seu plano de governo abordaria questões de saúde pública, algo que foi reiterado na convenção. No dia 5 de agosto de 2024, Lima anunciou a sargento Jéssica Cormick (Avante) como sua companheira de chapa. Apesar de não ter tido apoio do prefeito no primeiro turno, ele visa representar a continuidade da gestão de Orlando Morando. Para o publico feminino, o candidato defendeu o aprimoramento da Patrulha Maria da Penha e amparo às vítimas de violência doméstica. Para a população idosa, o candidato defendeu a criação de mais Centros de Referência de Idosos.
Focando na questão de saúde pública, ele visa criar o Cartão Saúde SBC, para dar prioridade ao atendimento aos municipes; a criação de um Hospital Infantil Municipal; o foco na qualidade do atendimento no Centro de Referência ao Autismo, além de colocar este grupo na lista de prioridade na gratuidade do transporte público. Na educação, quer a municipilização gradual do Ensino Fundamental II, creches noturnas, merenda nas férias, entre outras coisas. Em Segurança Pública, visa a ampliação da CGM, entre outros planos. Sobre o Meio Ambiente, entre outros planos, visa levar o programa de regularização fundiária ao Riacho Grande e outros bairros ao redor da Represa Billings. Na zeladoria, entre outros planos, visa a instalação de "bueiros inteligentes" que identifiquem os que precisam de limpeza ou proteção.
2º turno
Segundo Evaldo Novelini, após terminar na primeira posição no 1º turno, Marcelo Lima acenou para os eleitores que ficaram sem representatividade no 2º turno, e formalmente iniciou a campanha do segundo turno no dia 7 de outubro. No dia 9 de outubro, Flávia Morando, Orlando Morando e Carla Morando declaram apoio a Marcelo Lima, com a condição que não faria palanque com o PT ou no eventual governo.
No dia 21 de outubro, como reação a tentativa de assassinato contra o prefeito Aprígio, Marcelo Lima realizou uma "caminhada pela paz", dizendo que convidou Alex Manente, mas que ele não compareceu devido a outros compromissos. Manente, por sua vez, nas redes sociais, suspeitando do convite, devido ao roubo de bandeiras que sua campanha vem sofrendo. Posteriormente, Marcelo Lima assumiu o compromisso de criar o Hospital de Idoso, incorporando o plano de Flávia Morando.

### Alex Manente (Cidadania)
1º turno

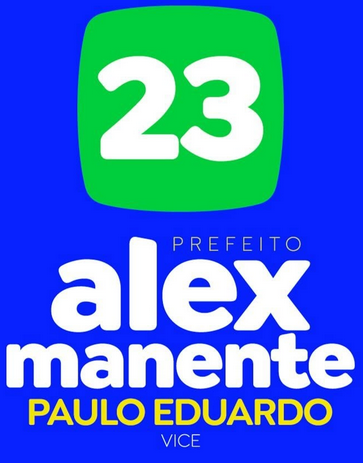
Logomarca do candidato Alex Manente

Alex Manente teve sua candidatura oficializada na convenção do dia 3 de agosto de 2024, tendo o vereador Paulo Eduardo (PL) como vice. Seu plano de governo, entre outras coisas, envolve o foco na geração de empregos na cidade, o uso de tecnologia na saúde e segurança pública; investir na inclusão de alunos atípicos na educação municipal; a criação do Parque Tecnológico de São Bernardo e o investimento no turismo e cultura. Para o público feminino, o candidato defendeu a ampliação dos serviços da Casa da Mulher; prioridade no atendimento na saúde pública e incentivo para atividades físicas, enquanto para a população idosa, prometeu criar o Programa de Cuidador Domiciliar. Entre o meio político, Manente recebeu apoio do senador Marcos Pontes no dia 29 de agosto e do ex-presidente Jair Bolsonaro no dia 30 de setembro, algo que teve uma repercussão negativa entre apoiadores segundo o Diário do Grande ABC, apesar disso ser negado pelos candidatos.
2º turno
A campanha do segundo turno começou com Paulo Eduardo (PL) publicando um vídeo ironizando a derrota do PT, o que, na visão de Evaldo Novelini, complicaria a busca de Alex Manente pelos votos do candidato petista. Como parte da campanha de segundo turno, em evento no dia 15 de outubro, o candidato assumiu o compromisso com uma série de projetos relacionados com a saúde, segurança e educação.

### Claudio Donizete (PSTU)

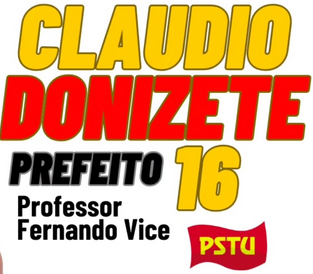
Logomarca do candidato Claudio Donizete

Claudio Donizete teve sua candidatura de chapa pura oficializada nas convenções do dia 27 de julho de 2024, tendo Professor Fernando como seu vice e mais dois nomes para a vereança. Antes da convenção, já havia indicado que a sua plataforma seria crítica da aliança de partidos como o PT e PSOL com a direita nas eleições; é a favor das estatização e defende que a produção industrial da cidade atenda as necessidades da população. Após a convenção, o partido reiterou suas críticas ao governo Lula e afirmou que suas candidaturas são de “oposição de esquerda e socialista”.
O seu plano de governo aborda a questão do preconceito ao defender que aqueles que cometam crimes de preconceito contra mulheres, negros e a comunidade LGBT+ sejam rigorosamente punidos, além da tarifa zero no transporte público, deliberação popular do orçamento da cidade, fim dos privilégios políticos, fim da privatização da saúde municipal, entre outras questões. Para o público feminino, o candidato defendeu a participação das mulheres nos Conselhos Populares. Sua candidatura não foi convidada para os debates, o que sua assessoria considerou como um ato de boicote.

### Flávia Morando (UNIÃO)

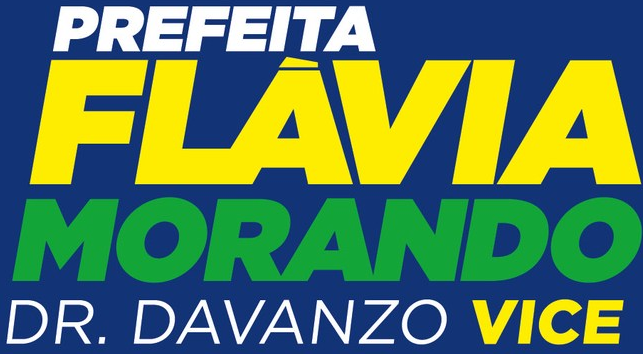
Logomarca da candidata Flávia Morando

Flávia Morando teve sua candidatura oficializada na convenção do dia 4 de agosto de 2024, tendo Luís Damanzo (Republicanos), ex-presidente da OAB, como candidato a vice. Sua pauta essencial representa a continuidade da gestão de Orlando Morando. Em seu plano de governo, Flávia Morando propôs a criação de um Hospital Municipal Infantil, construção de novas UBS, a viabilização de políticas de saúde para a população negra e LGBT+, instação de câmeras inteligentes nas EMEBs, entre outras coisas. Para o público feminino, a candidata defendeu a criação de uma Secretaria da Mulher; o aprimoramento dos serviços de saúde para vítimas de violência doméstica; o fortalecimento do Programa Guardiã Maria da Penha, entre outros planos. Para a população idosa, entre outros planos, Morando defendeu criar o Programa Mais Cuidadoso, para que as pessoas possam acompanhar pessoas idosas em consultas e exames.
No primeiro dia de campanha, acompanhada por Orlando Morando, o prefeito, ao ressaltar que sua candidata representaria a continuidade de sua gestão, alegou que governou sozinho por oito anos, algo que foi rebatido pelo candidato e ex-vice prefeito Marcelo Lima e o também candidato e deputado federal Alex Manente, que ressaltaram suas atuações na gestão Morando. No período de debates, a candidata foi criticada pelos demais dirigentes partidários por não comparecer nos debates dos dias 26 e 30 de agosto. No meio político, a candidata recebeu apoio do governador de Goiás, Ronaldo Caiado. Com o fim do primeiro turno, segundo a análise de Diego Corrêa, professor de Ciência Política da UFABC, a falta de experiência política da ex-candidata impediu a transferência de votos dos eleitores de Orlando Morando.

### Luiz Fernando (PT)

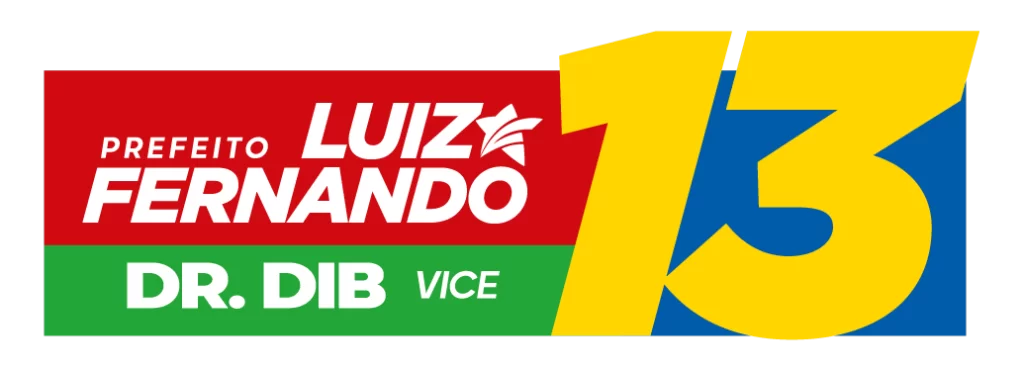
Logomarca do candidato Luiz Fernando

Luiz Fernando teve sua candidatura oficializada nas convenções do dia 20 de julho de 2024, com a presença de Luiz Inácio Lula da Silva, Geraldo Alckmin e outros membros do governo como forma de nacionalização da disputa, tendo William Dib (PSB) como seu companheiro de chapa, com um total de 9 partidos na coalização. Antes da convenção, já havia sido indicado que a eleição local seria prioridade do Partido dos Trabalhadores, com a questão do endividamento da cidade sendo mote da campanha. Antes do inicio formal da campanha, o partido decidiu que passaria a abordar a questão de segurança pública, como forma de alavancar o nome do candidato.
Seu plano, entre outros assuntos, defendeu o enfrentamento da violência contra grupos vulneráveis; a inclusão da população LGBT+ em ações que busquem o aumento da escolaridade e a entrada no mercado de trabalho, além de acolher a parte dessa população, principalmente os que vivam em situação de rua. Para o publico feminino, o candidato defendeu a criação de planos para a geração de autonomia econômica feminina; a criação do Conselho dos Direitos das Mulheres; levar a Delegacia da Mulher para um local de fácil acesso, entre outras ações. Para a população idosa, o candidato, entre diversas questões, prometeu desenvolver ações para a formação de cuidadores e programa de atendimento domiciliar para aqueles com alguma dependência física.
Ademais, o candidato defendeu a reforma de todas as UBSs, UPAs, CAPs; a criação de novas UBSs nos bairros de Santa Terezina, Jardim Calux e Grande Alvarenga; a garantia do funcionamento dos Hospitais de Urgência e de Clínica; a captação de recursos para a transformação do Hospital Anchieta no Hospital do Câncer; a construção de duas novas CEUs no Alvarenga e Jardim das Orquídeascom investimento do Governo Federal; a retomada do programa Tempo de Escola; a retomada do Arranjo Produtivo Local da Defesa; a capacitação do parque industrial da cidade para a produção de itens voltados a mercados diversos; a potencialização do turismo ecológico, gastronômico, industrial, sindical, histórico e de eventos, entre outras questões. O candidato também foi o único que manifestou apoio à carta-compromisso pela preservação da Represa Billings, desenvolvida pelo Movimento em Defesa da Vida.

## Debates
Segundo turno
| Data          | Organizador(es) | Mediação                              | Marcelo Lima (PODE) | Alex Manente (Cidadania) | Ref.    |
| ------------- | --------------- | ------------------------------------- | ------------------- | ------------------------ | ------- |
| 17 de outubro | G1              | Ana Paula Campos José Roberto Burnier | Presente            | Presente                 | [ 218 ] |
| 18 de outubro | Rede Gospel     | Karen Chrisostomo                     | Presente            | Presente                 | [ 219 ] |

Primeiro turno
De acordo com as regras eleitorais, as emissoras só poderão convocar para o debate os candidatos que obtiverem a concordância de pelo menos dois terços de candidatas e candidatos, no caso de eleição majoritária (cargo de prefeito), e de pelo menos dois terços dos partidos ou das federações com candidatas e candidatos, no caso de eleição proporcional (cargo de vereador). Caso não seja possível um acordo, as emissoras de rádio e televisão podem apresentar debates em conjunto para o cargo de prefeito, estando presentes todas as candidatas e todos os candidatos, ou em grupos, com a presença de, no mínimo, três pessoas.
| Data           | Organizador(es) | Mediação             | Alex Manente (Cidadania) | Luiz Fernando (PT) | Marcelo Lima (PODE) | Flávia Morando (UNIÃO) | Cláudio Donizete (PSTU) | Ref.    |
| -------------- | --------------- | -------------------- | ------------------------ | ------------------ | ------------------- | ---------------------- | ----------------------- | ------- |
| 26 de agosto   | Rede Gospel     | Karen Chrisostomo    | Presente                 | Presente           | Presente            | Ausente                | Não convidado           | [ 222 ] |
| 30 de agosto   | Veja/ESPM       | Marcela Rahal        | Presente                 | Presente           | Presente            | Ausente                | Não convidado           | [ 223 ] |
| 20 de setembro | G1              | José Roberto Burnier | Presente                 | Presente           | Presente            | Ausente                | Não convidado           | [ 224 ] |

## Apoios no segundo turno
| Lima      | Lima                                                            |
| --------- | --------------------------------------------------------------- |
| Políticos | Flávia Morando, ex-candidata ao paço municipal.                 |
| Políticos | Orlando Morando, prefeito de São Bernardo do Campo desde 2017.  |
| Políticos | Carla Morando, deputada estadual por São Paulo desde 2019.      |
| Políticos | Tite Campanella, prefeito eleito de São Caetano do Sul.         |
| Políticos | Guto Volpi, prefeito reeleito de Ribeirão Pires.                |
| Políticos | Clovis Volpi, ex-prefeito de Ribeirão Pires.                    |
| Políticos | Grupo de 16 ex-candidatos à vereança do Partido Novo.           |
| Políticos | Admir Ferro, ex-vereador e ex-secretário de Educação e Cultura. |

| Neutralidade | Neutralidade                                                            | Tipo de voto  |
| ------------ | ----------------------------------------------------------------------- | ------------- |
| Partidos     | PT.                                                                     | Escolha livre |
| Partidos     | PCdoB                                                                   | Escolha livre |
| Partidos     | PV                                                                      |               |
| Partidos     | PSOL.                                                                   | Nulo          |
| Partidos     | REDE                                                                    | Escolha livre |
| Partidos     | DC.                                                                     |               |
| Partidos     | PDT.                                                                    |               |
| Partidos     | PSB.                                                                    | Escolha livre |
| Partidos     | MOBILIZA.                                                               |               |
| Partidos     | PSTU.                                                                   | Nulo          |
| Partidos     | Partido Novo.                                                           |               |
| Partidos     | PCB                                                                     | Nulo          |
| Políticos    | Ex-candidato Luiz Fernando, deputado estadual por São Paulo desde 2015. | Escolha livre |
| Políticos    | Ex-prefeito e ex-candidato a vice-prefeito William Dib.                 | Escolha livre |
| Políticos    | Ex-candidato Claudio Donizete.                                          | Nulo          |

| Manente   | Manente                                                |
| --------- | ------------------------------------------------------ |
| Políticos | Tarcísio de Freitas, governador de São Paulo.          |
| Políticos | Paulo Serra, prefeito de Santo André.                  |
| Políticos | José Auricchio Júnior, prefeito de São Caetano do Sul. |
| Políticos | Thiago Auricchio, deputado estadual desde 2019.        |

## Resultados
No dia do primeiro turno, todas todas as sete cidades do Grande ABC contaram com transporte público gratuito e aumento do policiamento. A gratuidade do ônibus se repetiu no dia 27.

### Prefeito
Resultado do 1º e 2º turno da eleição para prefeito, por colocação. O segundo turno foi matematicamente declarado com 99,55% das urnas apuradas. Escrevendo para Uol, Lucas Borges Teixeira considerou significativo o fato do PT não ter recuperado o poder em seu reduto eleitoral e escrevendo para O Globo antes do 1º turno, Victoria Abel notou a falta de empolgação do público com a candidatura petista. Segundo o Diário do Grande ABC, o Instituto Paraná Pesquisas foi o que mais se aproximou do resultado final do primeiro turno e segundo o mesmo jornal, Orlando Morando foi o maior derrotado das eleições, ao não conseguir transformar sua aprovação em votos para sua sucessora, ao contrário do que aconteceu em Santo André e São Caetano, onde os atuais prefeitos elegeram seus sucessores no primeiro turno. Foi notado no dia da eleição a ocorrência de crimes eleitorais, como propaganda eleitoral irregular.
No dia 27 de outubro de 2024, Marcelo Lima (PODE) foi declarado eleito com 96,94% das urnas apuradas. Segundo o Repórter Diário, 32,3% dos eleitores se abstiveram, além de, segundo o DGABC, 66,051 totalizaram os brancos e nulos, com o número de abstenções, 207,712, superando a votação do vencedor (205,831). Logo após o anuncio do resultado, Lima foi parabenizado por Alex Manente e Luiz Fernando. Falando ao público após a eleição, Marcelo Lima considerou que o apoio de figuras como Orlando Morando, apoio de eleitores do PT e acordo com Tarcísio de Freitas ajudaram a fortalecer sua candidatura.
| 1º turno 6 de outubro de 2024 | 1º turno 6 de outubro de 2024 | 1º turno 6 de outubro de 2024 | 1º turno 6 de outubro de 2024 | 2º turno 27 de outubro de 2024 | 2º turno 27 de outubro de 2024 |
| Candidato(a)                  | Vice                          | Votação                       | Votação                       | Votação                        | Votação                        |
| Candidato(a)                  | Vice                          | Porcentagem                   | Total                         | Porcentagem                    | Total                          |
| ----------------------------- | ----------------------------- | ----------------------------- | ----------------------------- | ------------------------------ | ------------------------------ |
| Marcelo Lima (PODE)           | Sgt. Jéssica Cormick (Avante) | 28,64%                        | 119,593                       | 55,74%                         | 205,831                        |
| Alex Manente (Cidadania)      | Paulo Eduardo (PL)            | 26,53%                        | 110,791                       | 44,26%                         | 163,429                        |
| Luiz Fernando (PT)            | William Dib (PSB)             | 23,09%                        | 96,426                        |                                |                                |
| Flávia Morando (UNIÃO)        | Luís Davanzo (Republicanos)   | 21,38%                        | 89,276                        |                                |                                |
| Claudio Donizete (PSTU)       | Fernando de Souza (PSTU)      | 0,36%                         | 1,507                         |                                |                                |
| Total de votos válidos        | Total de votos válidos        | 100%                          | 417,593                       | 84,83%                         | 369,260                        |
| Votos em branco               | Votos em branco               | 4,31%                         | 20,516                        | 4,62%                          | 20,110                         |
| Votos nulos                   | Votos nulos                   | 7,89%                         | 37,549                        | 10,55%                         | 45,941                         |
| Votos apurados                | Votos apurados                | 73,97%                        | 475,658                       | 67,69%                         | 435,311                        |
| Abstenções                    | Abstenções                    | 26,03%                        | 167,365                       | 32,30%                         | 207,712                        |
| Total de eleitores            | Total de eleitores            | 100,00%                       | 643,023                       | 100,00%                        | 643,023                        |

| Partido | Partido   | Candidato        | Votos   | Votos (%) |
| ------- | --------- | ---------------- | ------- | --------- |
|         | PODE      | Marcelo Lima     | 119 593 | 28,64%    |
|         | Cidadania | Alex Manente     | 110 791 | 26,53%    |
|         | PT        | Luiz Fernando    | 96 426  | 23,09%    |
|         | UNIÃO     | Flávia Morando   | 89 276  | 21,38%    |
|         | PSTU      | Claudio Donizete | 1 507   | 0,36%     |
| Totais  | Totais    | Totais           | 417 593 |           |

| Partido | Partido   | Candidato    | Votos   | Votos (%) |
| ------- | --------- | ------------ | ------- | --------- |
|         | PODE      | Marcelo Lima | 205 831 | 55,74%    |
|         | Cidadania | Alex Manente | 163 429 | 44,26%    |
| Totais  | Totais    | Totais       | 369 260 |           |

### Composição da Câmara Municipal

#### Composição pré-eleitoral
Composição da Câmara de Vereadores no término da janela eleitoral. Notavelmente, vê-se o esvaziamento do PSDB, ex-partido do prefeito Orlando Morando.
| Partido | Partido      | Membros | Membros | +/–     |
| Partido | Partido      | Eleitos | 2024    | +/–     |
| ------- | ------------ | ------- | ------- | ------- |
|         | PSDB         | 10      | 0       | 10      |
|         | PT           | 4       | 3       | 1       |
|         | PSD          | 3       | 0       | 3       |
|         | PP           | 2       | 1       | 1       |
|         | Republicanos | 2       | 2       | Estável |
|         | DEM          | 2       | extinto | 2       |
|         | PODE         | 2       | 4       | 2       |
|         | Cidadania    | 1       | 3       | 2       |
|         | PL           | 0       | 3       | 3       |
|         | PRTB         | 1       | 2       | 1       |
|         | Avante       | 1       | 2       | 1       |
|         | UNIÃO        | criado  | 2       | 2       |
|         | PMB          | 0       | 2       | 2       |
|         | Agir         | 0       | 2       | 2       |
|         | MDB          | 0       | 1       | 1       |
|         | PRD          | criado  | 1       | 1       |
| Total   | Total        | 28      | 28      | 28      |

#### Disputa ao legislativo
A regra eleitoral permite que um Partido ou Federação indique uma chapa que contenha, no máximo, 100% das vagas em disputa mais 1. No caso de São Bernardo do Campo, o número máximo de candidaturas é de 29. Com um total de 569 candidatos entre todos os partidos na disputa, São Bernardo é a cidade com a disputa mais acirrada no Grande ABC, segundo o Diário do Grande ABC.
A tabela a seguir apresenta o número de candidaturas em cada Partido e Federação, estando agrupados a partir de coligações na disputa do poder executivo. Lembre-se que a coligação em eleições proporcionais não existe mais no Brasil, sendo demonstrada a coligação majoritária apenas a título de visualização agrupada.
| Coligação ao executivo                  | Federação           | Partido            | Partido            | Candidato(as)  |
| --------------------------------------- | ------------------- | ------------------ | ------------------ | -------------- |
| Juntos por São Bernardo                 | Fed. Brasil         |                    | PT                 | 25             |
| Juntos por São Bernardo                 | Fed. Brasil         |                    | PCdoB              | 2              |
| Juntos por São Bernardo                 | Fed. Brasil         |                    | PV                 | 2              |
| Juntos por São Bernardo                 | Fed. Brasil         | Total da Fed.      | Total da Fed.      | 29             |
| Juntos por São Bernardo                 | Fed. PSOL REDE      |                    | PSOL               | 13             |
| Juntos por São Bernardo                 | Fed. PSOL REDE      |                    | REDE               | 16             |
| Juntos por São Bernardo                 | Fed. PSOL REDE      | Total da Fed.      | Total da Fed.      | 29             |
| Juntos por São Bernardo                 |                     |                    | DC                 | 29             |
| Juntos por São Bernardo                 |                     | PDT                | 29                 |                |
| Juntos por São Bernardo                 |                     | PSB                | 29                 |                |
| Juntos por São Bernardo                 |                     | Mobiliza           | 28                 |                |
| Juntos por São Bernardo                 | Total da coligação  | Total da coligação | Total da coligação | 173            |
| SBC Pode Mais                           |                     |                    | PODE               | 29             |
| SBC Pode Mais                           |                     | Agir               | 29                 |                |
| SBC Pode Mais                           |                     | Avante             | 29                 |                |
| SBC Pode Mais                           |                     | PRTB               | 29                 |                |
| SBC Pode Mais                           |                     | PMB                | 29                 |                |
| SBC Pode Mais                           | Total da coligação  | Total da coligação | Total da coligação | 145            |
| São Bernardo que Segue em Frente        | Fed. PSDB Cidadania |                    | PSDB               | Sem candidatos |
| São Bernardo que Segue em Frente        | Fed. PSDB Cidadania |                    | Cidadania          | 29             |
| São Bernardo que Segue em Frente        | Fed. PSDB Cidadania | Total da Fed.      | Total da Fed.      | 29             |
| São Bernardo que Segue em Frente        |                     |                    | PL                 | 29             |
| São Bernardo que Segue em Frente        |                     | MDB                | 29                 |                |
| São Bernardo que Segue em Frente        |                     | PP                 | 29                 |                |
| São Bernardo que Segue em Frente        |                     | PSD                | 0                  |                |
| São Bernardo que Segue em Frente        |                     | Solidariedade      | 20                 |                |
| São Bernardo que Segue em Frente        | Total da coligação  | Total da coligação | Total da coligação | 136            |
| Pra Seguir Trabalhando por São Bernardo |                     |                    | União Brasil       | 29             |
| Pra Seguir Trabalhando por São Bernardo |                     | Republicanos       | 29                 |                |
| Pra Seguir Trabalhando por São Bernardo |                     | PRD                | 29                 |                |
| Pra Seguir Trabalhando por São Bernardo |                     | NOVO               | 26                 |                |
| Pra Seguir Trabalhando por São Bernardo | Total da coligação  | Total da coligação | Total da coligação | 113            |
| Sem coligação                           | Sem coligação       |                    | PSTU               | 2              |
| Total                                   | Total               | Total              | Total              | 569            |

#### Composição pós-eleições
A variação (+/–) é em relação ao fim da janela partidária.
| Partido ou Federação | Partido ou Federação                           | Partido ou Federação                           | Partido ou Federação                           | Câmara Municipal de São Bernardo do Campo | Câmara Municipal de São Bernardo do Campo | Câmara Municipal de São Bernardo do Campo | Câmara Municipal de São Bernardo do Campo | Câmara Municipal de São Bernardo do Campo |
| Partido ou Federação | Partido ou Federação                           | Partido ou Federação                           | Partido ou Federação                           | Votos                                     | %                                         | Assentos                                  | % de assentos                             | +/–                                       |
| -------------------- | ---------------------------------------------- | ---------------------------------------------- | ---------------------------------------------- | ----------------------------------------- | ----------------------------------------- | ----------------------------------------- | ----------------------------------------- | ----------------------------------------- |
|                      | Federação PSDB Cidadania                       |                                                | PSDB                                           | 568                                       | 0,13%                                     | 0                                         | 0%                                        | Estável                                   |
|                      | Federação PSDB Cidadania                       | Cidadania                                      | 55,541                                         | 13,38%                                    | 5                                         | 17%                                       | 2                                         |                                           |
|                      | Podemos                                        | Podemos                                        | Podemos                                        | 49,599                                    | 11,95%                                    | 5                                         | 17%                                       | 1                                         |
|                      | Federação Brasil da Esperança                  |                                                | PT                                             | 46,930                                    | 11,30%                                    | 4                                         | 14%                                       | 1                                         |
|                      | Federação Brasil da Esperança                  | PCdoB                                          | 2,758                                          | 0,66%                                     | 0                                         | 0%                                        | Estável                                   |                                           |
|                      | Federação Brasil da Esperança                  | PV                                             | 2,069                                          | 0,49%                                     | 0                                         | 0%                                        | Estável                                   |                                           |
|                      | Partido Renovador Trabalhista Brasileiro       | Partido Renovador Trabalhista Brasileiro       | Partido Renovador Trabalhista Brasileiro       | 25,958                                    | 6,25%                                     | 3                                         | 10%                                       | 1                                         |
|                      | União Brasil                                   | União Brasil                                   | União Brasil                                   | 33,738                                    | 8,12%                                     | 2                                         | 7%                                        | Estável                                   |
|                      | Avante                                         | Avante                                         | Avante                                         | 24,080                                    | 5,80%                                     | 2                                         | 7%                                        | Estável                                   |
|                      | Partido Liberal                                | Partido Liberal                                | Partido Liberal                                | 23,194                                    | 5,58%                                     | 2                                         | 7%                                        | 1                                         |
|                      | Republicanos                                   | Republicanos                                   | Republicanos                                   | 22,865                                    | 5,50%                                     | 1                                         | 3%                                        | 1                                         |
|                      | Partido da Mulher Brasileira                   | Partido da Mulher Brasileira                   | Partido da Mulher Brasileira                   | 19,642                                    | 4,73%                                     | 1                                         | 3%                                        | 1                                         |
|                      | Partido Renovação Democrática                  | Partido Renovação Democrática                  | Partido Renovação Democrática                  | 17,240                                    | 4,15%                                     | 1                                         | 3%                                        | Estável                                   |
|                      | Agir                                           | Agir                                           | Agir                                           | 17,315                                    | 4,17%                                     | 1                                         | 3%                                        | 1                                         |
|                      | Movimento Democrático Brasileiro               | Movimento Democrático Brasileiro               | Movimento Democrático Brasileiro               | 15,444                                    | 3,72%                                     | 1                                         | 3%                                        | 1                                         |
|                      | Progressistas                                  | Progressistas                                  | Progressistas                                  | 11,408                                    | 2,74%                                     | 0                                         | 0%                                        | Estável                                   |
|                      | Partido Socialista Brasileiro                  | Partido Socialista Brasileiro                  | Partido Socialista Brasileiro                  | 9,980                                     | 2,40%                                     | 0                                         | 0%                                        | Estável                                   |
|                      | Partido Democrático Trabalhista                | Partido Democrático Trabalhista                | Partido Democrático Trabalhista                | 8,862                                     | 2,13%                                     | 0                                         | 0%                                        | Estável                                   |
|                      | Federação PSOL REDE                            |                                                | PSOL                                           | 5,688                                     | 1,37%                                     | 0                                         | 0%                                        | Estável                                   |
|                      | Federação PSOL REDE                            | REDE                                           | 1,302                                          | 0,31%                                     |                                           | 0                                         | 0%                                        | Estável                                   |
|                      | Solidariedade                                  | Solidariedade                                  | Solidariedade                                  | 6,904                                     | 1,66%                                     | 0                                         | 0%                                        | Estável                                   |
|                      | Partido Novo                                   | Partido Novo                                   | Partido Novo                                   | 5,069                                     | 1,94%                                     | 0                                         | 0%                                        | Estável                                   |
|                      | Democracia Cristã                              | Democracia Cristã                              | Democracia Cristã                              | 7,066                                     | 1,70%                                     | 0                                         | 0%                                        | Estável                                   |
|                      | Mobilização Nacional                           | Mobilização Nacional                           | Mobilização Nacional                           | 1,367                                     | 0,32%                                     | 0                                         | 0%                                        | Estável                                   |
|                      | Partido Socialista dos Trabalhadores Unificado | Partido Socialista dos Trabalhadores Unificado | Partido Socialista dos Trabalhadores Unificado | 447                                       | 0,10%                                     | 0                                         | 0%                                        | Estável                                   |
| → Votos Validos      | → Votos Validos                                | → Votos Validos                                | → Votos Validos                                | 415,034                                   | 87,25%                                    | 28                                        | 100,00%                                   | 100,00%                                   |
| → Votos brancos      | → Votos brancos                                | 24,787                                         | 5,21%                                          |                                           |                                           |                                           |                                           |                                           |
| → Votos nulos        | → Votos nulos                                  | 29,566                                         | 6,22%                                          |                                           |                                           |                                           |                                           |                                           |
| → Votos nominais     | → Votos nominais                               | 386,748                                        | 93,18%                                         |                                           |                                           |                                           |                                           |                                           |
| → Votos de legenda   | → Votos de legenda                             | 28,286                                         | 6,82%                                          |                                           |                                           |                                           |                                           |                                           |
| Abstenção            | Abstenção                                      | 167,365                                        | 26,02%                                         |                                           |                                           |                                           |                                           |                                           |
| Total                | Total                                          | 475,658                                        | 73,97%                                         |                                           |                                           |                                           |                                           |                                           |
| Eleitores            | Eleitores                                      | 643,023                                        | 100%                                           |                                           |                                           |                                           |                                           |                                           |

#### Vereadores eleitos
Nota-se o aumento do número de mulheres no legislativo em relação à 2020, com o número subindo de duas para 5, além de 10 nomes sendo eleitos pela primeira vez. Pensando na disputa do 2º turno, o Repórter Diário nota que 12 nomes são da coligação de Marcelo Lima, enquanto oito são da coligação do Alex Manente. Notavelmente Hiroyuki Minami (Republicanos), detentor de sete mandatos consecutivos, não conseguiu se reeleger. Em relação à representação feminina, foram eleitas cinco vereadoras, três a mais que em 2020, sendo o maior número na região do Grande ABC.
| Candidato(a) | Candidato(a)          | Partido      | Votação     | Votação | Votação         |
| Candidato(a) | Candidato(a)          | Partido      | Porcentagem | Total   | Tipo de eleição |
| ------------ | --------------------- | ------------ | ----------- | ------- | --------------- |
|              | Pery Cartola          | Cidadania    | 2,38%       | 9,915   | QP              |
|              | Danilo Lima           | PODE         | 2,37%       | 9,853   | QP              |
|              | Julinho Fuzari        | Cidadania    | 2,25%       | 9,372   | QP              |
|              | Ivan Silva            | PRTB         | 1,92%       | 8,006   | QP              |
|              | João Viana            | Cidadania    | 1,66%       | 6,897   | QP              |
|              | Fran Silva            | Avante       | 1,54%       | 6,430   | QP              |
|              | Ana Nice              | PT           | 1,49%       | 6,205   | QP              |
|              | Gordo da Adega        | PODE         | 1,38%       | 5,738   | QP              |
|              | Lucas Ferreira        | PL           | 1,29%       | 5,365   | QP              |
|              | Nina Braga            | PL           | 1,13%       | 4,707   | Média           |
|              | Sandra do Leite       | PODE         | 1,10%       | 4,587   | QP              |
|              | Bispo João Batista    | Republicanos | 1,02%       | 4,254   | QP              |
|              | Edmar Aragão          | Avante       | 1,00%       | 4,184   | Média           |
|              | Netinho Rodrigues     | PODE         | 1,00%       | 4,171   | Média           |
|              | Henrique Kabeça       | PMB          | 0,99%       | 4,145   | QP              |
|              | Ananias Andrade       | PT           | 0,98%       | 4,078   | QP              |
|              | Mauricio Cardozo      | UNIÃO        | 0,96%       | 4,017   | QP              |
|              | Ana do Carmo          | PT           | 0,96%       | 4,004   | QP              |
|              | Aurelio               | PODE         | 0,95%       | 3,945   | Média           |
|              | Jorge Araujo          | UNIÃO        | 0,93%       | 3,879   | QP              |
|              | Shell Gomes           | Cidadania    | 0,92%       | 3,833   | Média           |
|              | Joilson Santos        | PRTB         | 0,91%       | 3,793   | Média           |
|              | Watanabe              | PRTB         | 0,90%       | 3,770   | Média           |
|              | Getúlio do Amarelinho | PT           | 0,84%       | 3,512   | Média           |
|              | Luana Eloá            | MDB          | 0,81%       | 3,403   | QP              |
|              | Toninho Tavares       | Agir         | 0,79%       | 3,292   | QP              |
|              | Estevão Camolesi      | Cidadania    | 0,73%       | 3,050   | Média           |
|              | Geraldo Gomes         | PRD          | 0,67%       | 2,817   | QP              |

## Eventos posteriores
No dia 21 de agosto, o vereador e candidato a vice-prefeito, Paulo Eduardo, também conhecido como Paulo Chuchu, foi denunciado por intimidar um jornalista do Diário do Grande ABC com uma arma de fogo. Isso, após as eleições, fez com que uma denuncia feita pelo PSOL fosse recebida, no dia 30 de outubro, com 19 votos a favor e 6 contra, na Câmara de Vereadores. O processo pode resultar na cassação do mandato. Paulo Eduardo nega ter mostrado uma arma ao jornalista. A votação criou a comissão processante que analisará o caso, com a presidência de Netinho Rodrigues (Podemos) e relatoria de Estevão Camolesi (Cidadania), com Ana do Carmo (PT) sendo membro da comissão. Os trabalhos do grupo seriam iniciados em cinco dias após a constituição, tendo até 90 dias para se encerrar.

No dia 4 de novembro a apuração foi iniciada, com o vereador sendo intimado a apresentar suas provas por escrito, eventuais testemunhas e preparar sua defesa, em 10 dias. No mesmo dia, David Monteiro de Mello, secretário da Comissão Executiva Provisória do PL em São Bernardo do Campo, apresentou uma nota de repúdio contra o comportamento de Paulo Eduardo e lamentou que alguns vereadores tenham votado contra o processo. Paulo Eduardo recebeu essa nota com surpresa segundo o DGABC, pois apesar de ser presidente municipal, o comunicado não teria passado por suas mãos. O prazo se encerrou no dia 13 de novembro sem que o vereador apresentasse sua defesa. Chuchu, que estava em viagem internacional, negou que tenha sido notificado sobre o processo; Netinho Rodrigues explicou foram tentadas, várias vezes, fazer uma notificação pessoal. A denuncia foi por fim arquivada em janeiro de 2025, pois Paulo Eduardo já tinha saído da câmara, após não ter disputado sua reeleição.

## Leitura recomendada
- Andrade, Fernanda Soares (20 de maio de 2022). Tudo o que você sempre quis saber sobre a urna eletrônica brasileira. São José dos Campos, SP: SindCT. 352 páginas. ISBN 978-85-62042-07-2